# Dunărea
Dunărea este al doilea cel mai lung fluviu din Europa (după Volga care curge în întregime în Rusia). Izvorăște din Munții Pădurea Neagră din Germania, de unde provin două râuri, Brigach și Breg, care se întâlnesc la Donaueschingen, punct de unde râul ia denumirea de Dunăre.
Lungimea Dunării depinde de punctul de pornire considerat: 2.852 km  de la confluența din Donaueschingen, sau 3.019 km de la izvorul Bregului. Curge spre est și trece prin mai multe capitale din centrul, estul și sudul Europei: Viena, Bratislava, Budapesta și Belgrad. Delta Dunării se deschide spre Marea Neagră, este împărțită între România și Ucraina, este protejată de o rezervație a biosferei⁠(d) și este inclusă în Patrimoniul Mondial UNESCO.
De secole, Dunărea este o importantă cale navigabilă. Cunoscut în antichitate drept graniță de nord a Imperiului Roman, râul străbate zece țări: Germania (7,5 %), Austria (10,3 %), Slovacia (5,8 %), Ungaria (11,7 %), Croația (4,5 %), Serbia (9,4 %), Bulgaria (5,2 %), România (28,9 %), Republica Moldova (1,7 %) și Ucraina (3,8 %).
Bazinul său hidrografic se întinde pe alte nouă țări: Italia (0,15 %), Polonia (0,09 %), Elveția (0,32 %), Cehia (2,6 %), Slovenia (2,2 %), Bosnia și Herțegovina (4,8 %), Muntenegru, Macedonia de Nord, Albania (0,03 %) și Kosovo.

## Etimologie
În germană, numele Dunării este Donau Donau.oggⓘ, în slovacă se numește Dunaj, în maghiară Duna, în croată, sârbă și bulgară se numește Dunav (cu litere chirilice Дунав), în rusă și ucraineană Дунай (Dunai), în engleză și în franceză Danube iar în turcă Tuna. Toate aceste nume provin din latinescul Danubius care ar fi numele unei zeități a râurilor. Acest etimon indo-european se regăsește în cuvântul sanscrit dānu care înseamnă „râu" sau „care curge”. Și alte râuri europene au denumiri ce ar putea avea aceeași rădăcină indo-europeană: Donețul, Niprul, Nistrul, Donul în Rusia, râul Don⁠(d) din Regatul Unit și Dão în Portugalia.
În germană, terminația au provine din hidronimul germanic *awa, iar termenul „Donau” este în uz din 1763. În documentele germane mai vechi, găsim și terminologiile „Tonach" Și mai târziu „Donaw”.
Latinescul Danubius mai are și versiunea Danuvius, iar în greaca veche i se spunea Ἴστρος (Istros).

## Mitologie
Sub numele de Istros (în greacă veche Ἴστρος), Dunărea este unul dintre cei 25 de copii ai lui Tethys și ai lui Oceanus, numiți de Hesiod în Teogonia sa, unde relatează crearea lumii:
„Tethys i-a născut lui Oceanus râurile învolburate: Nil, Alfios, Eridan⁠(d) cu vârtejuri⁠(d) adânci, Strymon, Meandru⁠(d), Istros cu frumoase ape curgătoare, Phasis, Rhesos, Ahelous cu vârtejuri de argint, Nessos, Rhodios⁠(d), Halliacmon, Heptaporos, Granicos⁠(d), Aisepos⁠(d), divinul Simois⁠(d), Peneus, Hermos, și Caicul⁠(d) frumos curgător, marele Sangarios, Ladon, Parthenios⁠(d), Evenos, Ardescos⁠(d) și divinul Scamandru⁠(d).”—
Mitul argonauților relatează că, pentru a se întoarce în Argos, aceștia au urcat pe Istros (Istru) de la Pontul Euxin (Marea Neagră) până la izvoare și apoi s-au întors în Marea Adriatică printr-o altă ramură a râului. Diodor din Sicilia (secolul I î.e.n.) observă că acest lucru este imposibil și atribuie această legendă omonimiei dintre Istros (Dunăre) și zona numită Istria din nordul Mării Adriatice. În ipoteza că ei considerau că Dunărea ar fi cea care se varsă în Inn la Passau (Germania), străvechii ar fi urcat nu pe Dunăre, ci pe Inn (cu debit mai mare) până la izvorul său (de lângă St. Moritz), unde se află o importantă limită de bazine hidrografice (între Rinul care duce spre Marea Nordului, Dunărea care duce spre Marea Neagră și Padul care duce spre Marea Adriatică).
Sudul gurilor Dunării era ocupat de orașul grecesc milesian Istros sau Histria fondat în jurul secolului al VII-lea î.e.n., care marca granița dintre lumea grecească și lumea scitică.

## Hidrografie

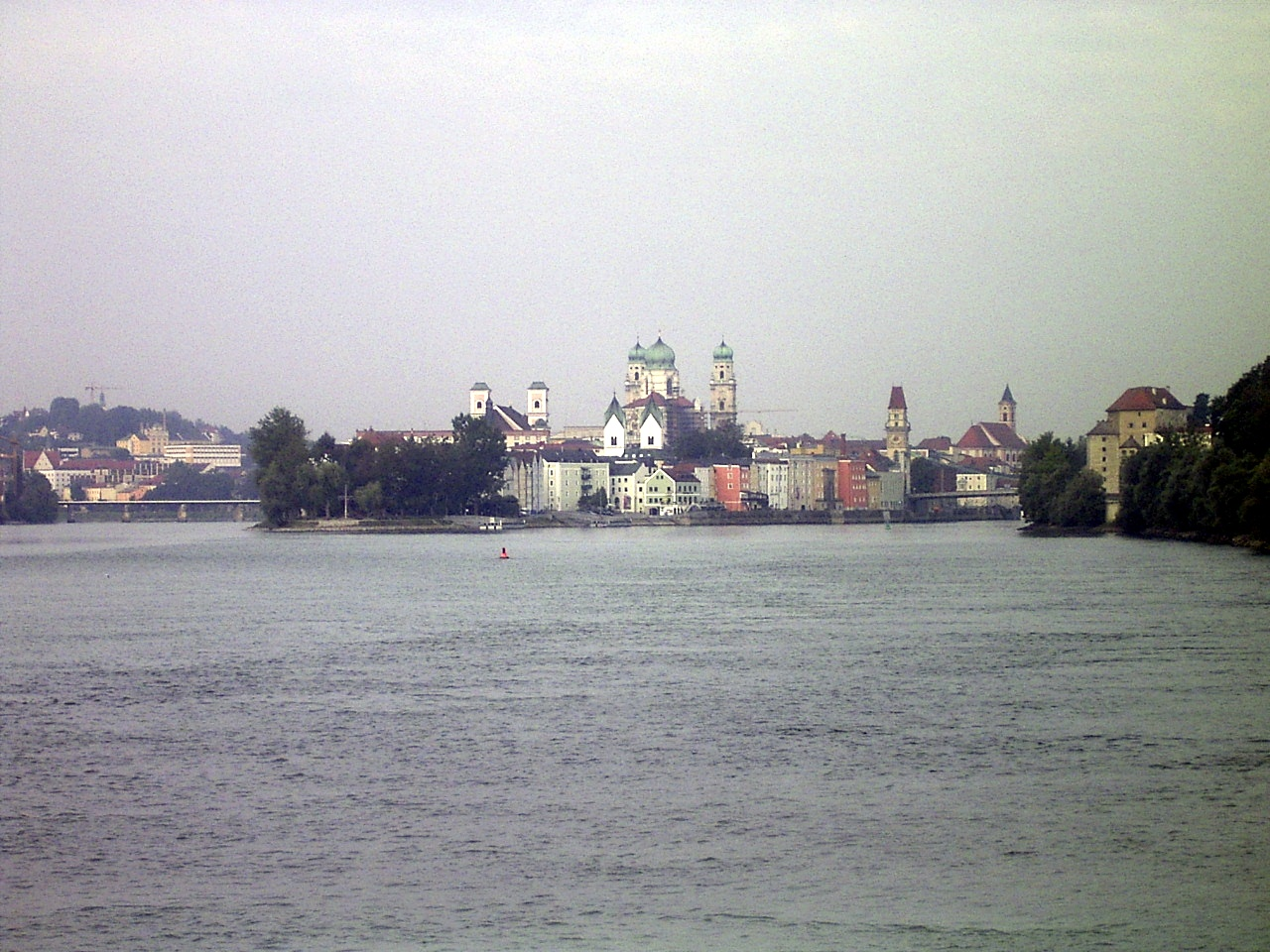
Confluența Innului (stânga) cu Dunărea (dreapta) și cu Ilz la Passau („Dreiflüssestadt”— orașul celor trei râuri), Germania.

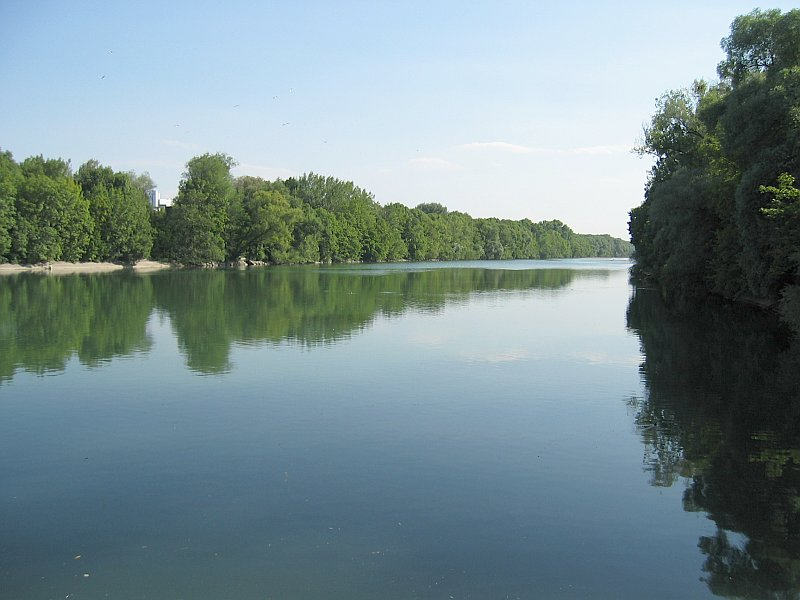
Isar, unul dintre afluenții alpini ai Dunării, aici la nord de München.

Dunărea este unul dintre puținele mari râuri europene (alături de Pad) care curg de la vest la est. Ajunge, după o călătorie de 2.852 km (lungime prescurtată), la Marea Neagră în regiunea Deltei Dunării (4.300 km²), în România și Ucraina. Spre deosebire de alte râuri, kilometrii Dunării se numără de la vărsare până la izvor, kilometrul „zero” oficial fiind la farul Sulina de pe malul Mării Negre. Prin urmare, nu sunt luate în considerare cursul Bregului, cursul inițial al Dunării și cursul principal din delta acesteia. Bazinul hidrografic al Dunării are o suprafață de 802.266 km².

Izvorând în principal din Alpi, cei mai importanți afluenți ai Dunării vin de pe malul drept. O etimologie comună a dat același nume la doi dintre ei: Morava. De la izvor până la vărsare, afluenții majori sunt:
- Iller cu 70 m³/s

- Lech cu 118 m³/s
- Altmühl cu 22 m³/s
- Naab cu 49 m³/s
- Isar cu 174 m³/s
- Inn cu 735 m³/s
- Traun cu 150 m³/s
- Enns cu 195 m³/s
- Kamp⁠(d)
- Morava (Moravia) cu 110 m³/s
- Raab cu 63 m³/s
- Váh cu 161 m³/s
- Hron cu 55 m³/s
- Ipeľ⁠(d) cu 22 m³/s
- Sió⁠(d), emisar al lacului Balaton, cu 39 m³/s
- Drava cu 577 m³/s
- Tisa cu 794 m³/s
- Sava cu 1.564 m³/s
- Timiș cu 47 m³/s
- Morava din Serbia cu 232 m³/s
- Timok cu 31 m³/s
- Jiu cu 86 m³/s
- Iskăr cu 54 m³/s
- Olt cu 174 m³/s
- Vedea
- Iantra cu 47 m³/s
- Argeș cu 71 m³/s
- Ialomița cu 45 m³/s
- Siret cu 240 m³/s
- Prut cu 110 m³/s

## Hidrologie

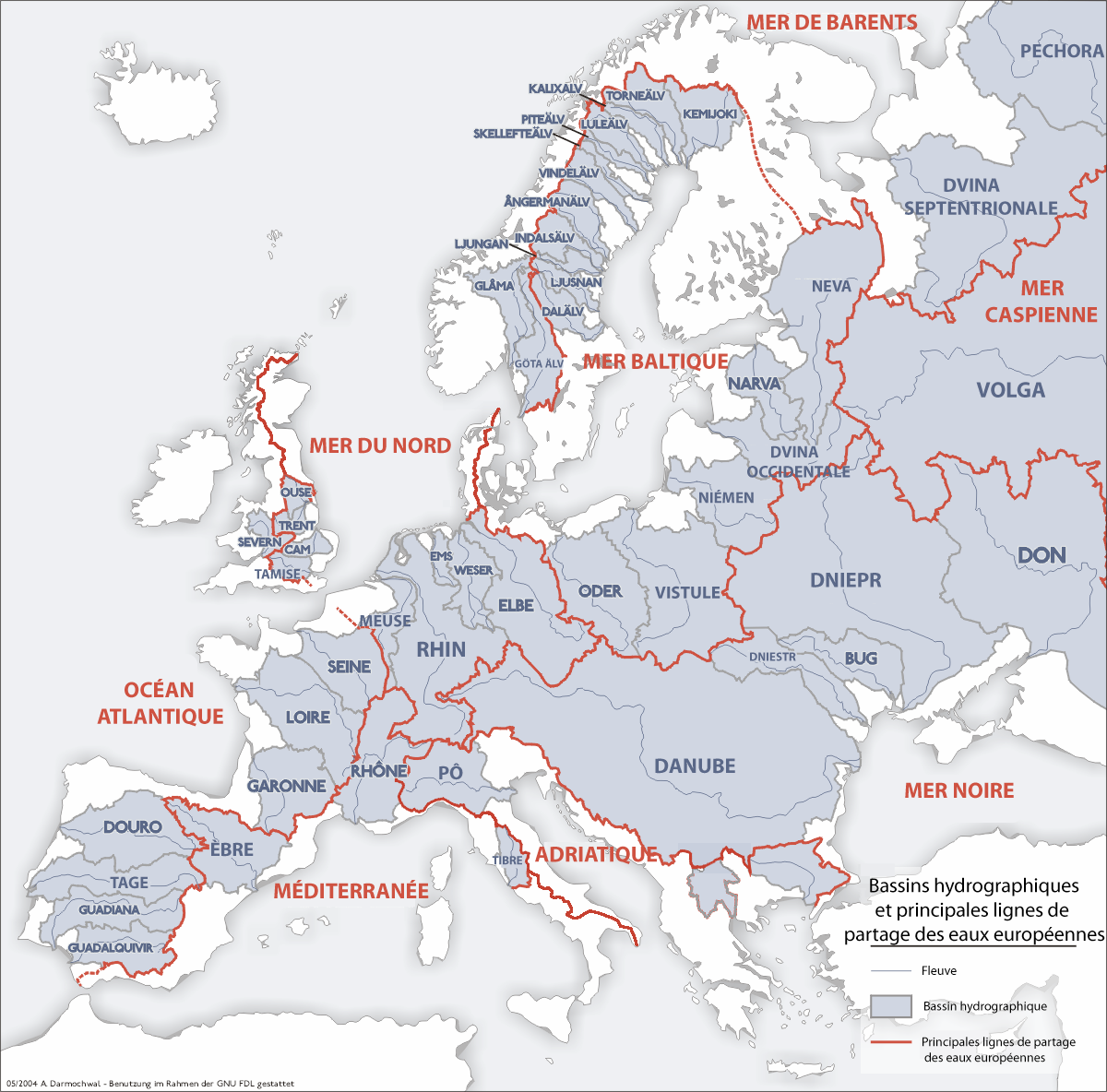
Dintre bazinele hidrografice din Europa, cel al Dunării este unul dintre cele mai mari. Liniile roșii corespund principalelor bazine hidrografice europene.

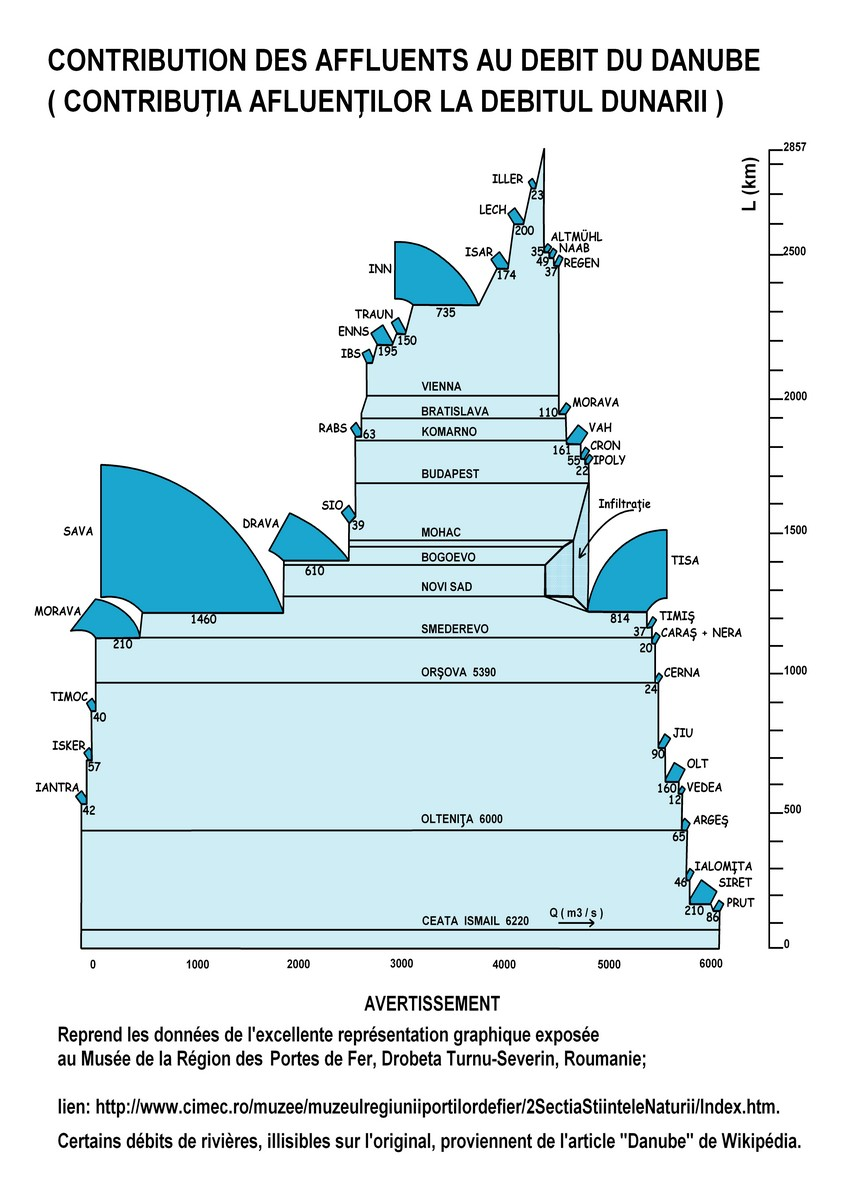

Debitul Dunării, 6.500 m³/s  măsurat la defluența celor trei brațe ale deltei, pentru un debit specific sau Qsp de 8,1 l⋅s-1⋅km-2, este rezultatul debitului precipitațiilor pe întreaga sa zonă de captare, între 2.000 mm și 3.000 mm  în partea alpină până la 600 mm în Moravia pentru o medie de aproximativ 800 mm. Diferiții afluenți ai Dunării prezintă o mare eterogenitate în regimul⁠(d) lor: regim pluvial⁠(d) oceanic în Bavaria apuseană, nivo-pluvial montan în Austria, pluvio-nival de câmpie în Ungaria, nival⁠(d) de câmpie în Muntenia-Moldova.
Complexul regim pluvio-nival⁠(d) al Dunării explică aceste influențe variate. Până la Ulm, ea se află sub influența oceanică cu un maxim de abundență a precipitațiilor iarna. Apoi, afluenții săi alpini — Lech, Isar, Inn, Enns, Ybbs, aduc Dunărea Alpină la 80 %. Fluviul este apoi sensibil la retenția hibernală și topirea zăpezilor îi conferă la Linz un debit minim în decembrie și unul maxim în mai sau iunie (pentru o medie de 1.710 m³/s). Influența zăpezii se menține sesizabilă până la Viena (debit mediu de 2.237 m³/s), maximul din iunie fiind sporit și mai mult de ploile de vară specifice Europei centrale. Aceste precipitații sunt responsabile de inundațiile catastrofale, Dunărea ajungând la de până la 5 ori debitul său obișnuit: 8.000 m³/s în iunie 1965 și 1970, 9.000 m³/s în iulie 1899. În Budapesta și Bratislava, topirea de iarnă de la câmpie menține debitul maxim în mai-iunie. Aportul apelor Tisei și Savei face să crească apele mai devreme, de acum primăvara (aprilie-mai), și coboară apele din iunie până în septembrie (este cazul la Giurgiu unde debitul ajunge la 5.900 m³/s). De la Porțile de Fier, Dunărea devine sensibilă la regimul climatic care îl anunță pe cel al stepei rusești, cu debite de vară foarte scăzute.
Iernile grele asociate climei continentale fac ca Dunărea să înghețe aproape în fiecare an și să aibă pod de gheață în cel puțin un punct al cursului (în special în defileuri) într-un an din două sau trei. Pot urma, în timpul dezghețului, inundații în amonte de podul de gheață (cele din martie 1956 au fost cele mai importante). Principalele pagube se înregistrează în Ungaria, unde câmpia este regulat inundată de apă, ceea ce a necesitat o politică de dezvoltare cu construirea de diguri și rectificarea cursului.
În anul 2022, seceta care a afectat întreaga Europă a făcut ca apele Dunării să scadă, temperatura apei să crească, iar nivelul de oxigen să ajungă să fie periculos de scăzut, ceea ce s-a soldat cu moartea a numeroși pești. Traficul naval a fost și el afectat, întrucât șenalul navigabil s-a îngustat, în special la Futog în Serbia și la Zimnicea/Sviștov pe granița româno-bulgară; s-a recurs la operațiuni de dragare de urgență.

## Geologie

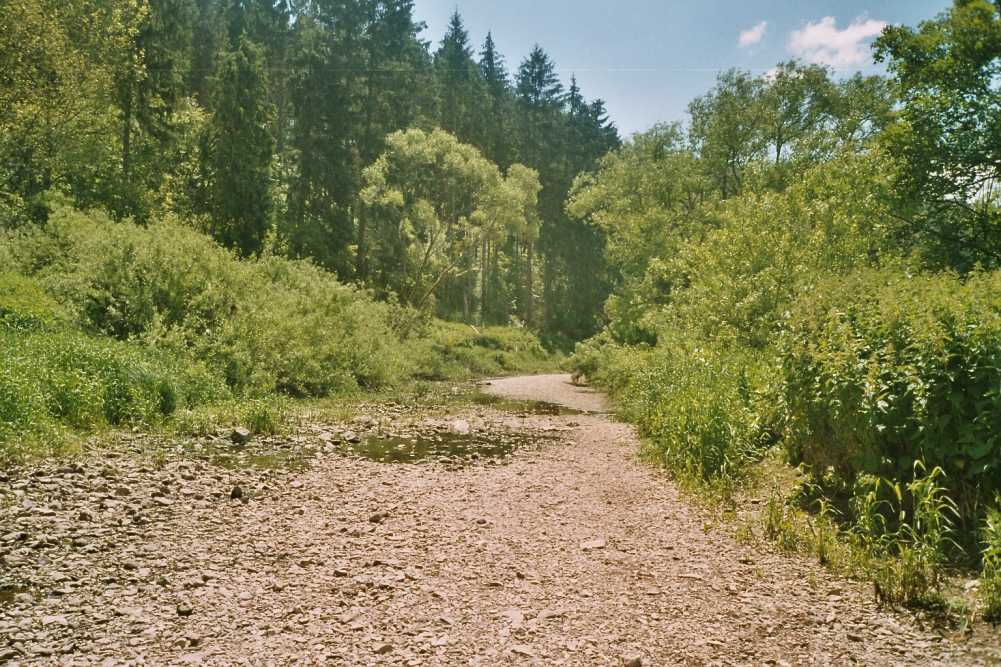
(') între comunele Immendingen și Fridingen din Germania

Din punct de vedere geologic, Dunărea este mult mai veche decât Rinul, al cărui bazin hidrografic din sudul Germaniei concurează cu cel al Dunării. Acest lucru duce la unele particularități.
Rinul este singurul râu alpin care curge spre nord, spre Marea Nordului. Procedând astfel, recuperează apele europene care curg spre nord și împarte părți din sudul Germaniei în două.
Până la ultima eră glaciară, Rinul izvora abia din capătul de sud-vest al Pădurii Negre. Apele din Alpi, care se varsă în prezent în Rin, erau transportate la acea vreme, până în perioada glaciațiunii Riss⁠(d), la est de Dunărea originară. Cursul acesteia trecea mai spre nord, de-a lungul liniei Wellheim–Dollnstein–Eichstätt–Beilngries–Riedenburg. Defileele din actuala Jura Suabă, astăzi lipsită de cursuri de apă, sunt rămășițele albiei acestui râu străvechi care era mult mai mare decât Dunărea pe care o cunoaștem. După ce o parte din câmpia Rinului Superior s-a format prin eroziune, majoritatea apelor care coborau din Alpi și-au schimbat direcția și au început să se verse în Rin.

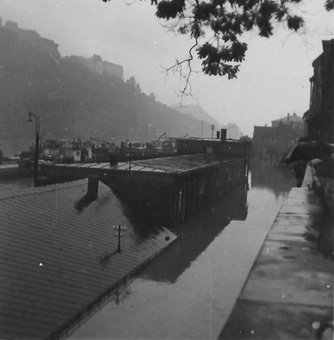
Inundația secolului din 1954 la Passau, pe Dunăre

Până în prezent, o parte din apele Dunării se pierd în stâncile poroase de calcar din Jura Suabă și se alătură Rinului situat la altitudine mai joasă. Pe măsură ce aceste cantități mari de apă erodează din ce în ce mai mult această rocă de calcar, se presupune că Dunărea Superioară va dispărea complet într-o zi în favoarea Rinului.
Lângă Immendingen, Dunărea seacă aproape complet pe măsură ce apele sale se infiltrează în pământ și, trecând prin râuri și peșteri subterane, se varsă la 14 km distanță, în Aachtopf⁠(d), care alimentează Lacul Konstanz și, implicit, Rinul. Aceste zone unde râul este absorbit în propria albie se numesc ponoarele Dunării⁠(d), iar fenomenul se numește captură⁠(d). Când nivelul apei este foarte scăzut, apele Dunării se infiltrează în întregime în pământ și atunci ea este alimentată doar de Krähenbach⁠(en)[traduceți] (care devine de facto izvorul Dunării pe timp de vară) și de Elta⁠(en)[traduceți]. Întrucât aceste perioade de secetă au crescut brusc în ultimii ani, o parte din apa Dunării a fost deviată din această zonă printr-o galerie subterană. Galeria, precum și cascada artificială care face parte din lucrare, sunt situate după ieșirea din satul Immendingen și duc la Möhringen an der Donau.
Până în regiunea din aval de Viena, regimul Dunării seamănă mai degrabă cu al unui râu de munte și abia acolo prezintă caracteristicile unui mare râu de câmpie. Factori precum topirea rapidă a zăpezii și precipitațiile abundente din mediul alpin favorizează o creștere bruscă a debitului râului și declanșarea inundațiilor. Regularizând râul și înlăturând o parte din zonele inundabile, omul a amplificat acest fenomen: amploarea inundațiilor a crescut pe parcursul secolului al XX-lea. Cele mai mari inundații din ultimul secol au avut loc în 1954, 1988, 2002 și 2013.

## Geografie

### Prezentare generală
Dunărea este formată din două pâraie care izvorăsc din Munții Pădurea Neagră: Breg și Brigach. Breg își are izvorul lângă Furtwangen im Schwarzwald, la 1.078 m deasupra nivelului mării. Având un curs mai lung, izvorul său, care se află la numai o sută de metri de linia hidrografică a bazinului Rinului, este considerată izvorul geografic al Dunării. Cele două pâraie se întâlnesc la Donaueschingen unde, în parcul castelului, se află monumentala fântână din secolul al XIX-lea, numită „Donauquelle”, simbol al izvorului oficial. Dunărea traversează apoi landurile germane Baden-Württemberg și Bavaria, udând orașele Sigmaringen, Ulm, Regensburg și Passau, apoi nordul Austriei (trecând prin Linz și Viena), străbate sudul Slovaciei trecând prin Bratislava, traversează Ungaria de la nord la sud prin Budapesta, se învecinează cu Croația la est, traversează nordul Serbiei prin Belgrad, marchează granița dintre Serbia și România apoi între România și Bulgaria înainte de a se vărsa în Marea Neagră în România, formând o deltă largă care se învecinează cu granița cu Ucraina. Republica Moldova are un acces de aproximativ 300 m pe malul stâng al râului la Giurgiulești (între Galați și Reni), pe care urmărește să-l lărgească. Între Moldova și România, pe de o parte, și Ucraina, pe de altă parte, rămân câteva mici dispute.
Delta Dunării are mai multe brațe, dintre care trei principale sunt accesibile navelor maritime de mare tonaj: Chilia, Sulina si Sfântu Gheorghe. Este o arie naturală protejată în România, în special pentru pădurea cu aspect tropical Letea. A fost inclusă în Patrimoniul Mondial de către Unesco din 1991. România, care a inaugurat în 1984 Canalul Dunăre-Marea Neagră care leagă Cernavodă de Marea Neagră pe 64 km ca scurtătură de 400 km, este îngrijorată de repercusiunile pe care le-ar putea avea asupra mediului dezvoltarea Canalului Bîstroe de către Ucraina.
Contribuția diferitelor țări riverane la fluxul Dunării este următoarea: Austria (22,1 %), România (17,6 %), Germania (14,5 %), Serbia (11,3 %), Bosnia (8,8 %), Croația (6,4 %), Ungaria (4,3 %), Ucraina (4,3 %), Bulgaria (3,7 %), Slovenia (3,1 %), Slovacia (1,9 %), Cehia (1,2 %), Moldova (0,7 %).
Populația situată în bazinul fluviului Dunărea era de 81 de milioane în 2005.
Zece țări se întind de-a lungul Dunării. Râul servește drept graniță pe o lungime de 1.070,9 km sau 37 % din lungimea sa totală. Patru țări se află pe un singur mal (Croația, Bulgaria, Republica Moldova și Ucraina).

### Traseu detaliat de la Pădurea Neagră la Marea Neagră

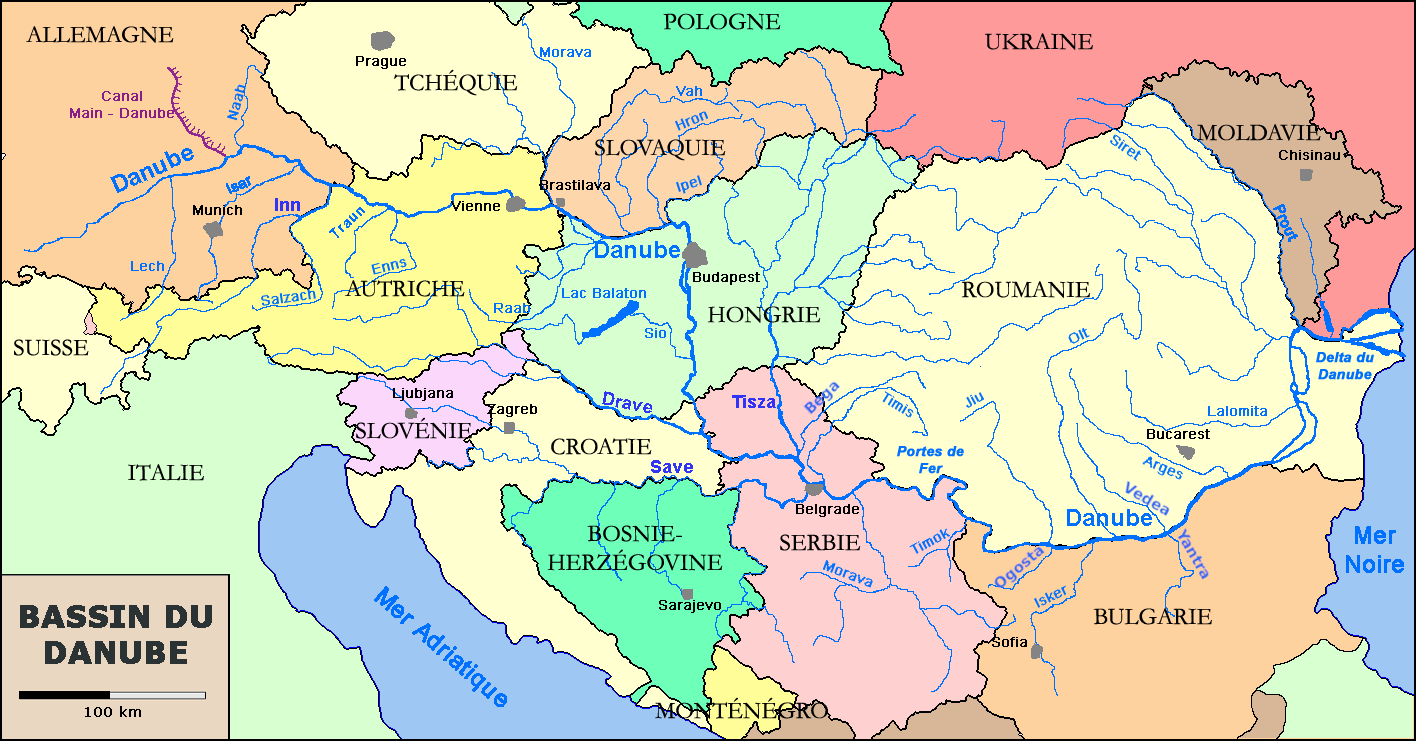
Harta politică a bazinului Dunării.

#### Germania

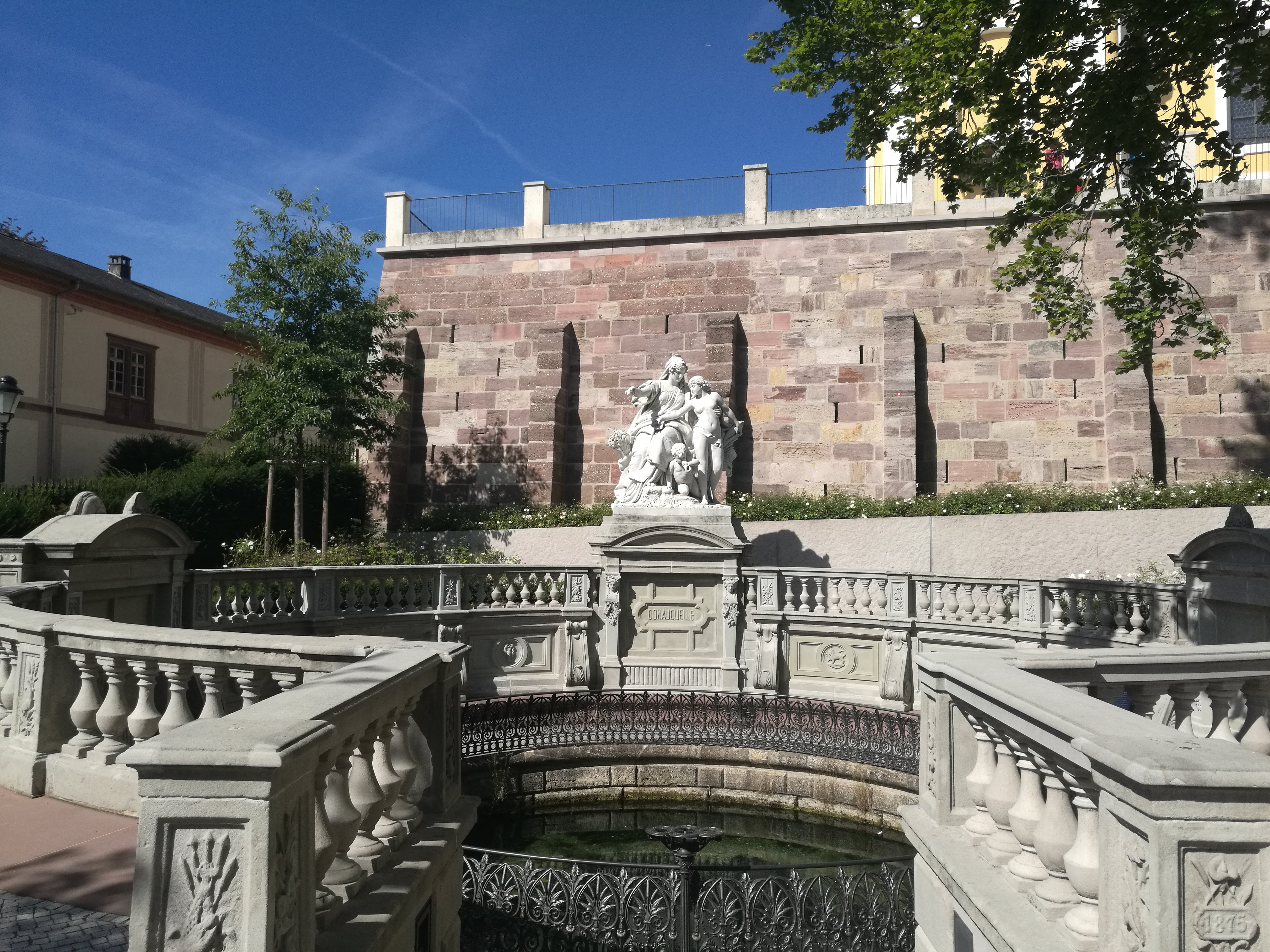
„Izvorul Dunării” la Donaueschingen.

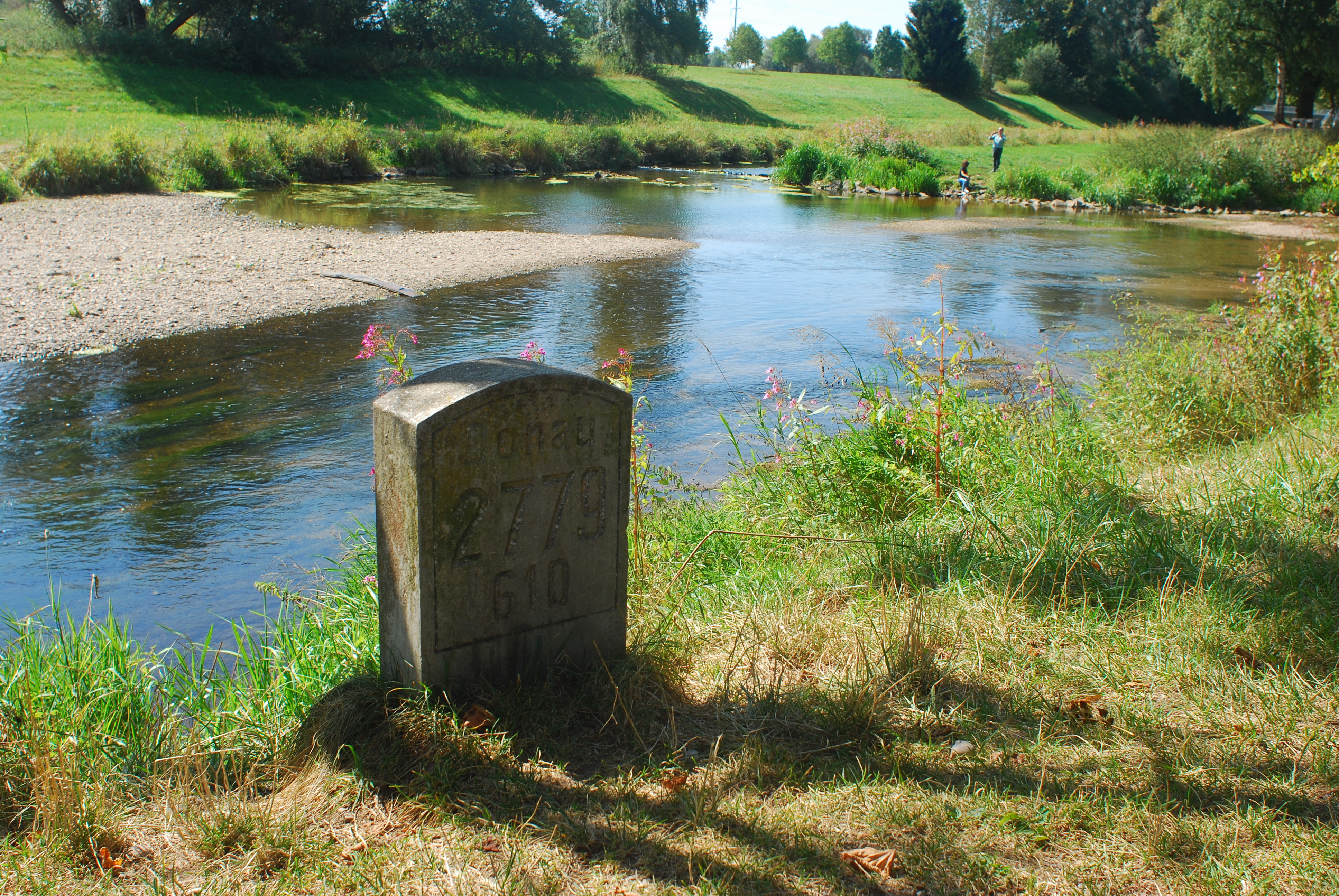
Confluența râurilor Breg și Brigach care formează Dunărea, împreună cu ultima bornă kilometrică a cursului râului

Dunărea formează propriu-zis la 1,4 km est de Donaueschingen, Germania, la confluența celor două pârâuri Brigach și Breg, după cum amintește refrenul cântecul pentru copii „Brigach und Breg bringen die Donau zu Weg” („Brigachul și Bregul au pus Dunărea în mișcare”).
Dunărea străbate 687 km în Germania, de la izvor până la granița cu Austria⁠(d), și este, prin urmare, al treilea râu ca lungime din țară. Cele mai mari orașe situate de-a lungul râului sunt Tuttlingen, Sigmaringen, Ulm, Neu-Ulm, Ingolstadt, Regensburg, Straubing și Passau.
Principalii săi afluenți pe dreapta sunt Iller la Neu-Ulm, Lech lângă Marxheim (la est de Donauworth) și Isar lângă Deggendorf, precum și Inn la Passau; ce de pe stânga sunt Wörnitz la Donauworth, Altmühl după Kelheim, Naab și Regen lângă Regensburg. În Dunăre se varsă și multe alte râuri mai mici, cum ar fi Riß⁠(d), Rot, Große Lauter, Blau, Günz, Brenz, Mindel, Zusam, Schmutter⁠(d), Paar, Abens, Große Laber, Vils, precum și Ilz, Erlau și Ranna.

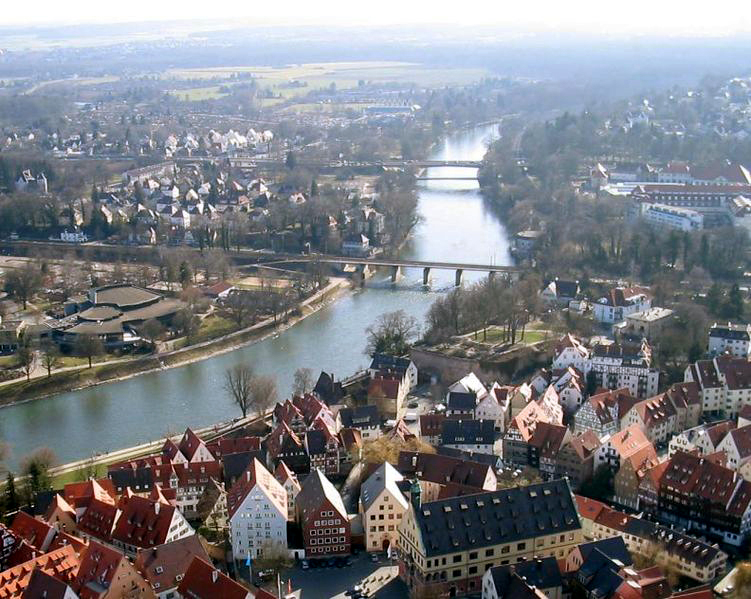
Dunărea la Ulm (văzută din turnul-clopotniță al catedralei).

La Passau, mai întâi se varsă în Dunăre Ilzul dinspre stânga și imediat după acesta, Innul dinspre dreapta. Apa Innului care vine din Alpi este verde, cea a Dunării este albastră, iar apa Ilzului, care provine dintr-o regiune mlăștinoasă, este neagră. Predominanța apei verzi a Innului odată ce cele trei râuri se reunesc se datorează, pe de o parte, cantității mari de apă transportată de Inn în timpul topirii zăpezilor, precum și diferenței mari de adâncime între Inn și Dunăre (1,9 m primul față de 6,8 m la a doua). Practic, apa Innului „plutește” deasupra Dunării.

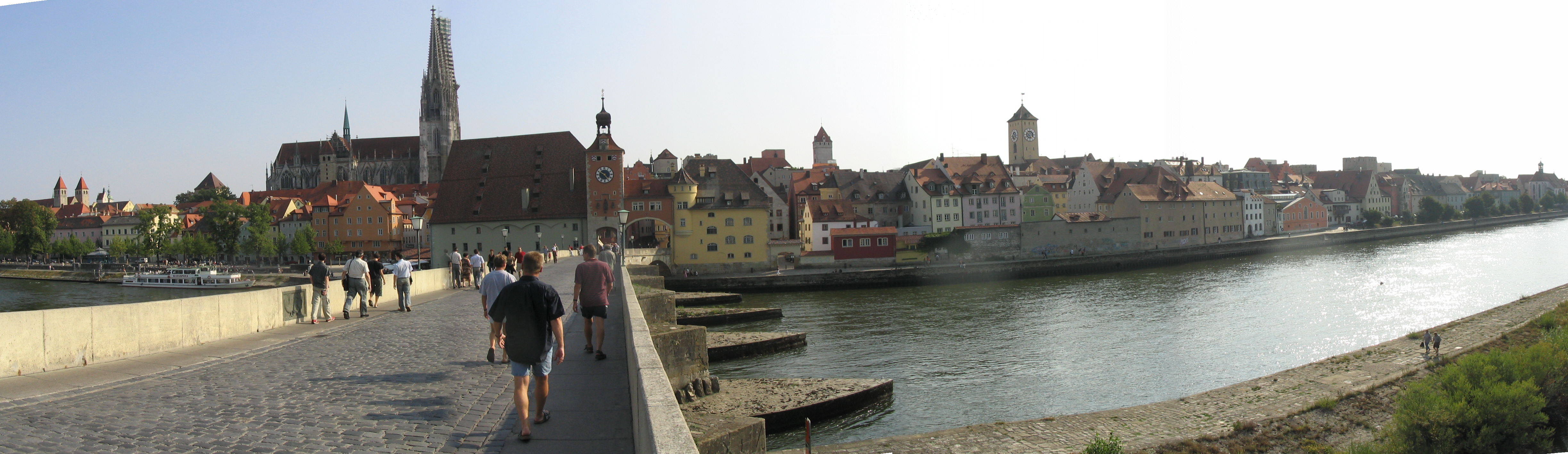
Dunărea trecând pe sub Podul de Piatră („Steinerne Brucke”) din Regensburg, Germania.

Clădirile remarcabile de-a lungul Dunării germane sunt în special Abația Beuron, castelul princiar Hohenzollern-Sigmaringen⁠(d), catedrala gotică din Ulm cu cea mai înaltă turlă din lume (161,6 m), Abația din Weltenburg⁠(d) și Befreiungshalle, ambele situate lângă Kelheim, Podul de Piatră (1135) și catedrala Sfântul Petru din Regensburg, precum și „Walhalla” aflat la zece kilometri est de Donaustauf. Între Abația Weltenburg și Kelheim se întinde valea Donaudurchbruch, interesantă din punct de vedere peisagistic și geologic.

#### Austria

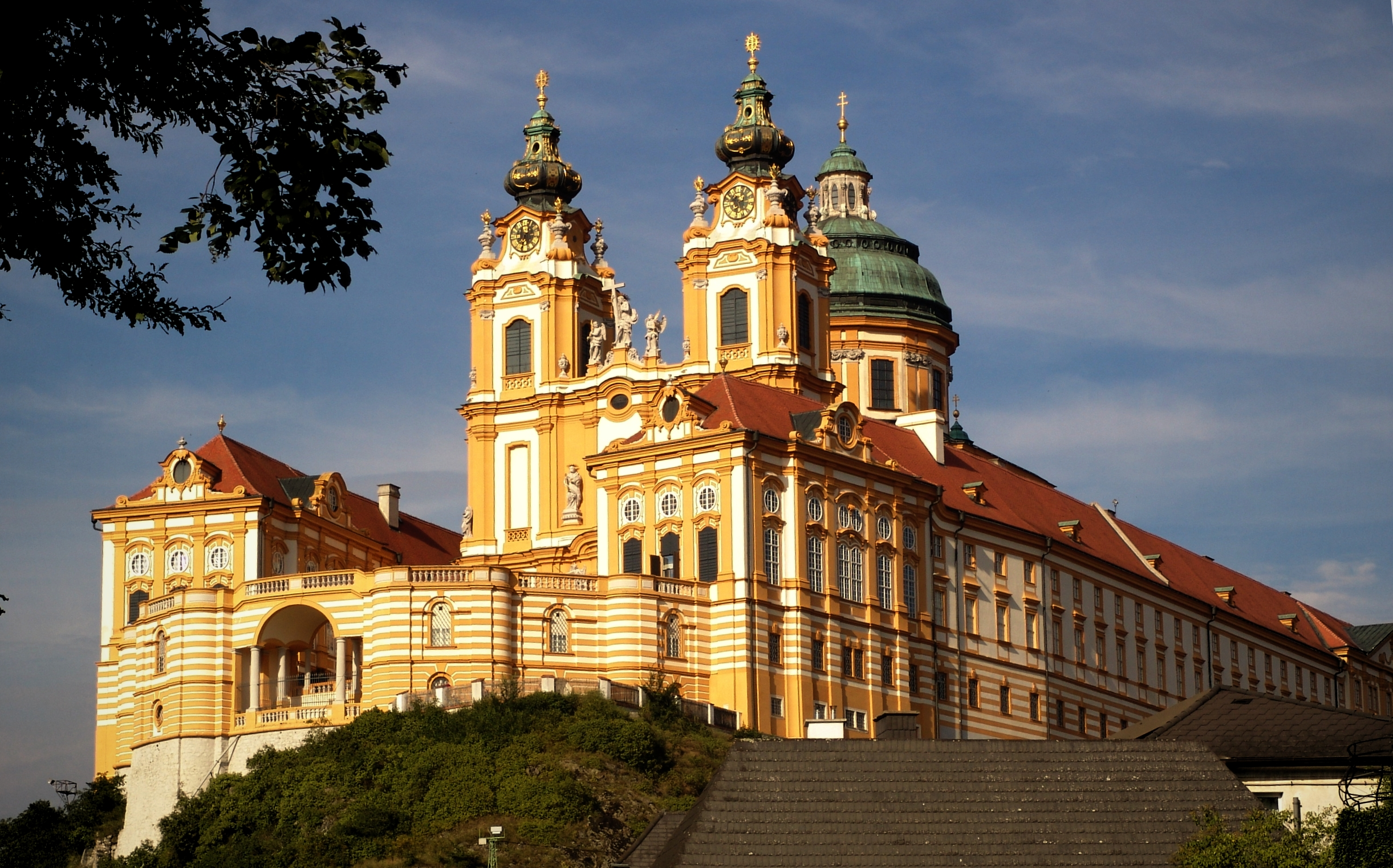
Abația Melk, pe malul Dunării în Wachau (Austria)

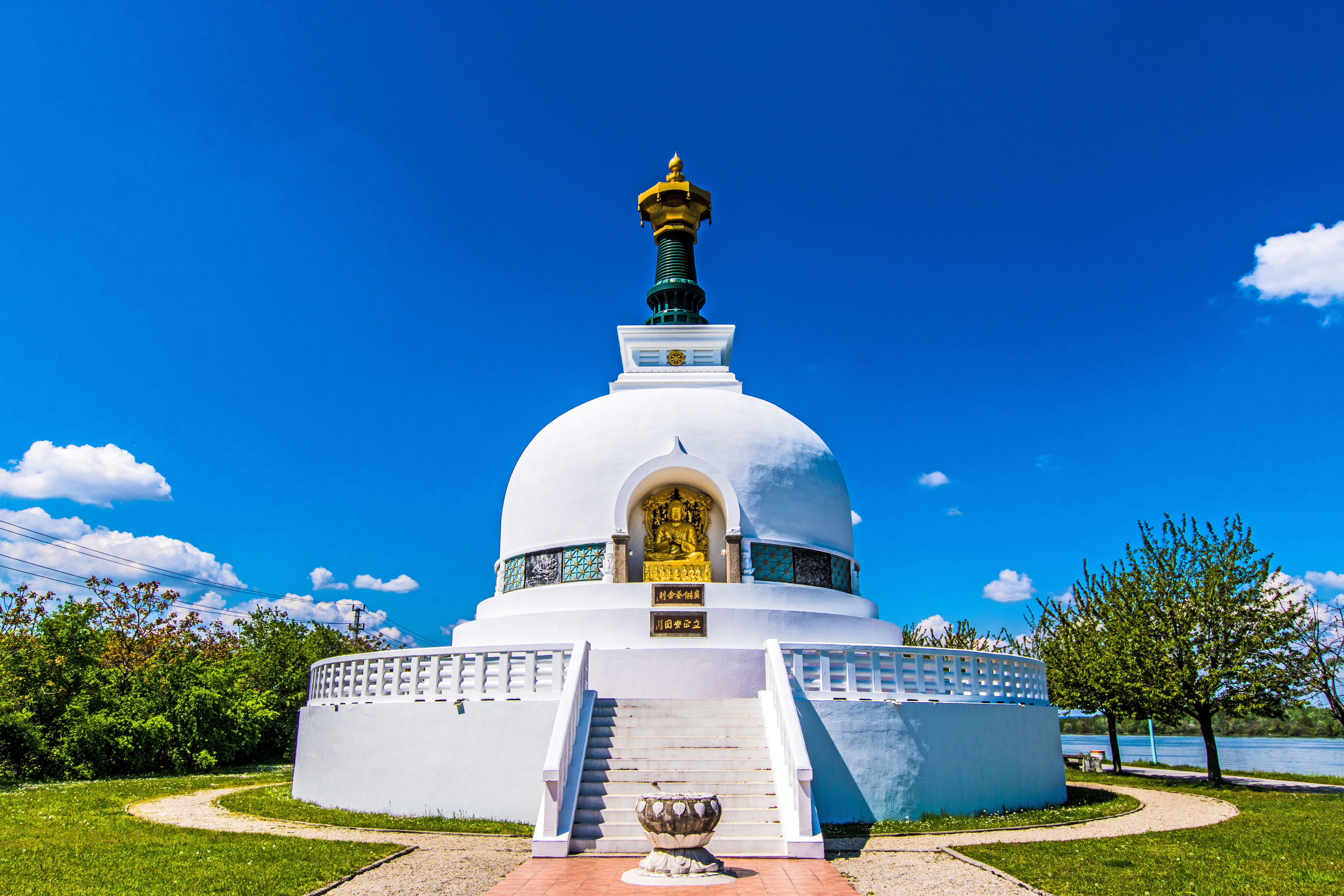
, construită pe unul dintre malurile Dunării la Viena, 1983.

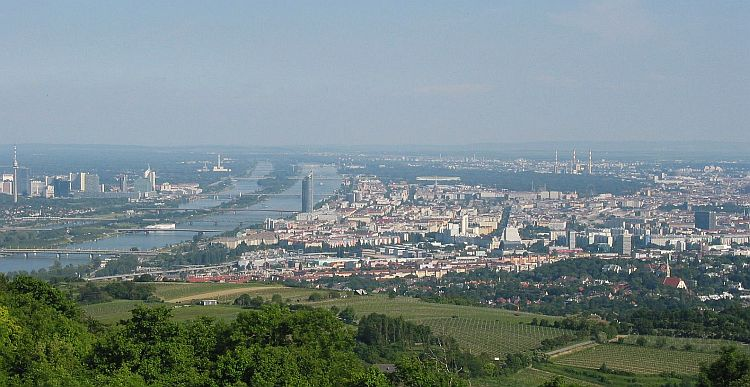
Dunărea și „Dunărea Nouă” (stânga) pe lângă Viena.

Nicio țară nu este atât de strâns asociată cu Dunărea ca Austria, atât prin valsul Dunărea Albastră, cât și prin porecla populară de „Monarhia Dunăreană” atribuită Imperiului Austro-Ungar pe vremea când se întindea pe aproximativ 1.300 km din malurile râului.
Austria are acum doar 350 km din lungimea Dunării pe teritoriul său, fiind pe locul șase între țările riverane la acest capitol. Pe de altă parte, cursurile de apă din aproape toată țara alimentează Dunărea și astfel Marea Neagră. Doar landul Vorarlberg face parte din bazinul hidrografic al Rinului (Marea Nordului), precum și o parte foarte mică din nord-vestul landului Austria Inferioară, drenat de Lainsitz (Vltava (Moldau) > Elba > Marea Nordului). La doar câțiva kilometri de orașul german Passau se află granița Germaniei cu Austria, urmată de „bucla de la Schlögen”, unde Dunărea cotește 180°. La puțin peste 70 km de graniță, Dunărea trece prin Linz, al treilea oraș ca mărime al Austriei. Râul trece apoi pe lângă Mauthausen, Enns (situat la confluența râurilor Enns și Grein), unde se află cel mai adânc punct al Dunării din Austria, apoi ajunge după 90 km la Melk și la impunătoarea sa abație.

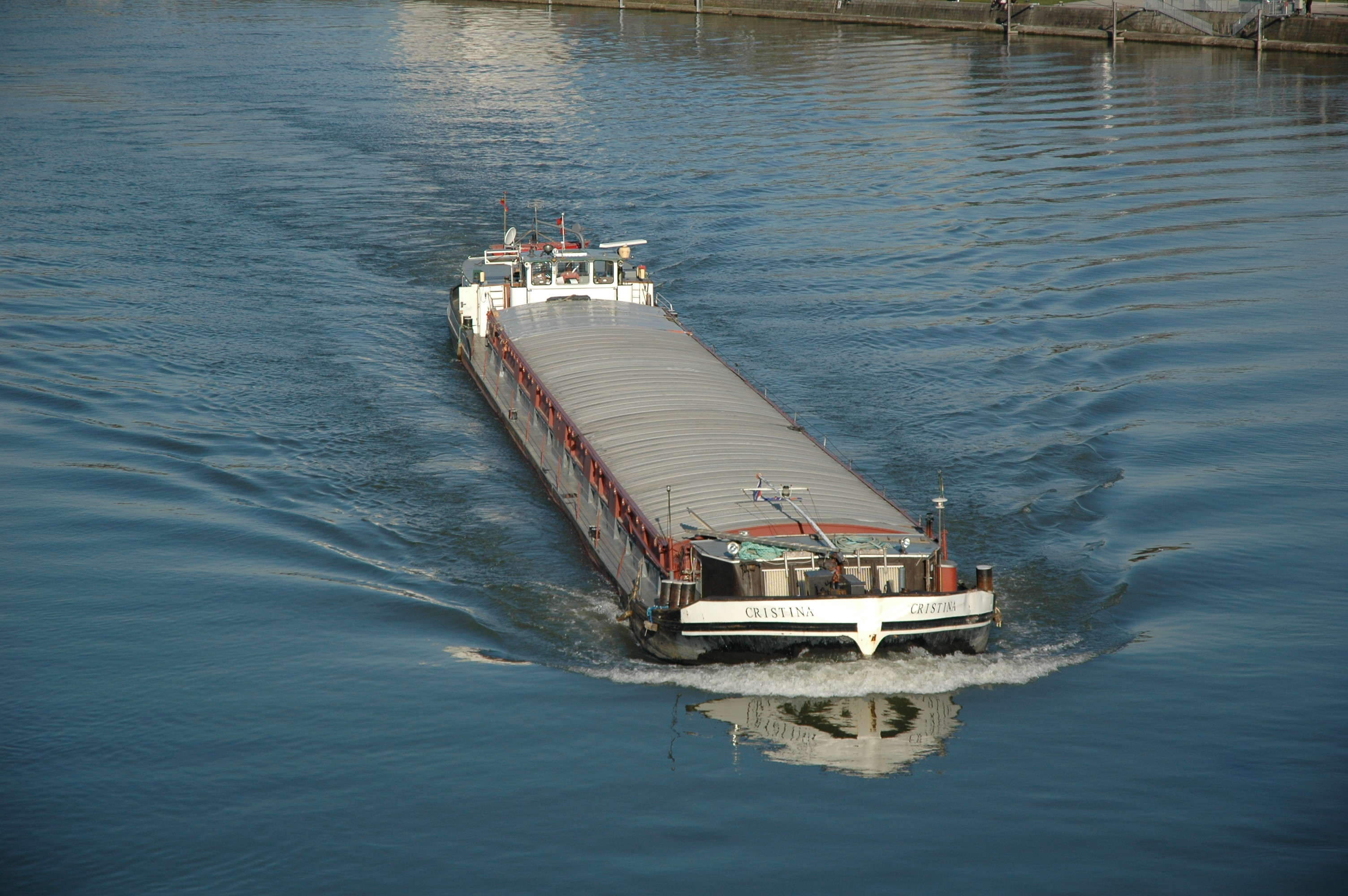
O pe Dunăre la Linz (Austria Superioară).

Apoi, râul trece pe aproape 36 km prin mijlocul unuia dintre cele mai pitorești peisaje ale văii Dunării, Wachau (înscris de UNESCO în lista patrimoniului mondial⁠(d)), care se întinde de la Dürnstein până la Krems. Deja aproape de granița slovacă⁠(d), Dunărea mai curge prin capitala Austriei, Viena. Orașul a fost timp de secole cel mai mare și mai important oraș dunărean, dar astăzi trebuie să împărtășească acest statut cu Belgradul și Budapesta. Fluviul a permis orașului să devină un important centru economic, și astăzi Dunărea încă este o axă comercială importantă între Orient și Occident. Pentru a reduce efectele nocive ale inundațiilor, zona de acolo a fost regularizată artificial. Orașul își ia numele de la un afluent, Viena⁠(d) (Wienfluss), care se varsă în Dunăre în acest punct.
Afluenți importanți în Austria sunt Inn (malul drept; la granița cu Germania), Aist (malul stâng), Traun (malul drept), Enns (malul drept), Ybbs (malul drept), Traisen⁠(d) (malul drept), Kamp⁠(d) (malul stâng), Viena⁠(d) (malul drept), Schwechat⁠(d) (malul drept) și Leitha (malul drept), care a avut o importanță istorică prin aceea că a servit drept graniță cu Ungaria⁠(d) până în 1921.
Pe teritoriul austriac, cursul Dunării este punctat de unsprezece baraje hidroelectrice.
La Viena se află și sediul Comisiei Internaționale pentru Protecția Dunării (Internationale Kommission zum Schutz der Donau, IKSD), înființată în 1998.

#### Slovacia

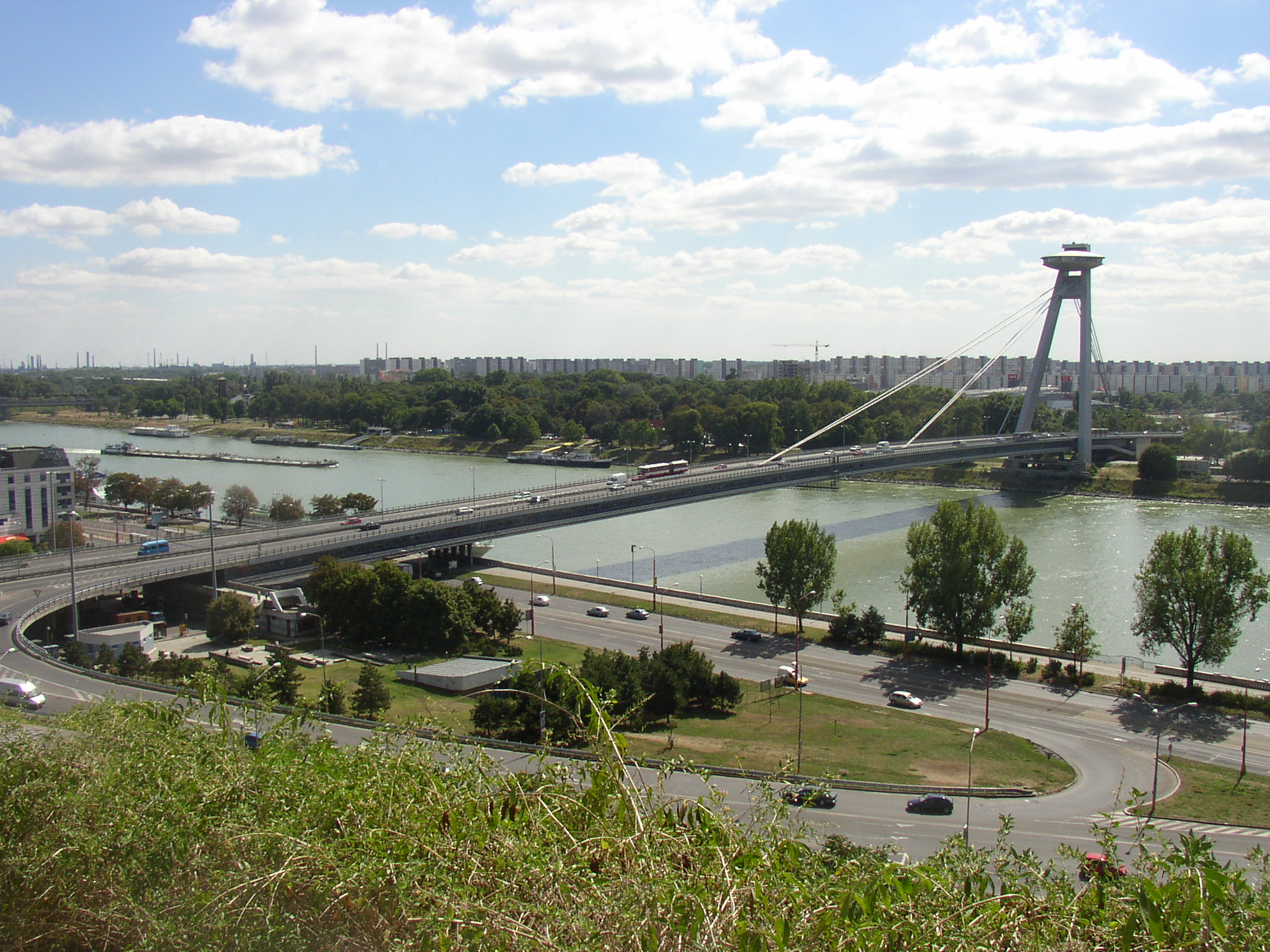
Dunărea la Bratislava (capitala Slovaciei)

La intrarea în Slovacia, Dunărea formează mai întâi granița cu Austria⁠(d) și apoi, la doar 45 km de Viena, trece prin Bratislava, capitala Slovaciei, unde primește apele afluentului Morava. În cele din urmă, ea formează din nou frontiera Slovaciei, de această dată cu Ungaria.
În afară de deja menționata Bratislava, un alt mare oraș slovac de pe malul Dunării este Komárno, un centru populat de minoritatea maghiară din Slovacia, unde Váh, cel mai mare râu slovac, se varsă în Dunăre. Dunărea primește apoi Hronul la Štúrovo, dar și un râu numit Ipeľ⁠(d) în slovacă sau Ipoly în maghiară în satul Chľaba înainte de a ajunge la granița cu Ungaria⁠(d).

#### Ungaria

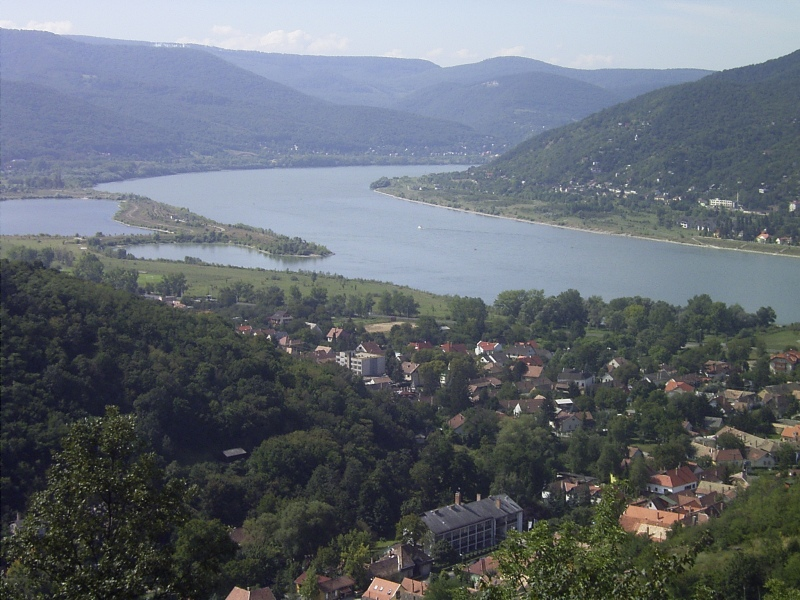
„” lângă Visegrád.

Mai departe, Dunărea formează granița dintre Ungaria și Slovacia, după care primul oraș important întâlnit este Győr, la confluența Dunării cu Raab. Aproape de confluența cu Ipeľ⁠(d), lângă Szob, Dunărea traversează în întregime granița și acum ambele maluri ale râului sunt maghiare. Puțin mai departe, râul întâlnește lanțul muntos Börzsöny și se găsește înconjurat de munții Gerecse și Pilis la sud. Urmează apoi „cotul Dunării”, lângă Visegrád, unde râul virează la 90° spre sud. Apoi curge în această direcție timp de aproape 500 km, și nu de la vest la est, ca până acolo.
După ce a parcurs aproximativ 40 km, Dunărea trece prin cel mai mare oraș de pe drumul său, Budapesta (1,8 milioane de locuitori), capitala Ungariei. Dunărea părăsește aici zona munților și intră în Marea Câmpie Ungară a cărei limită vestică o marchează. După ce a trecut prin câteva orașe mai mici precum Dunaújváros, Baja, Paks și Kalocsa, Dunărea părăsește teritoriul maghiar imediat după Mohács.

#### Croația

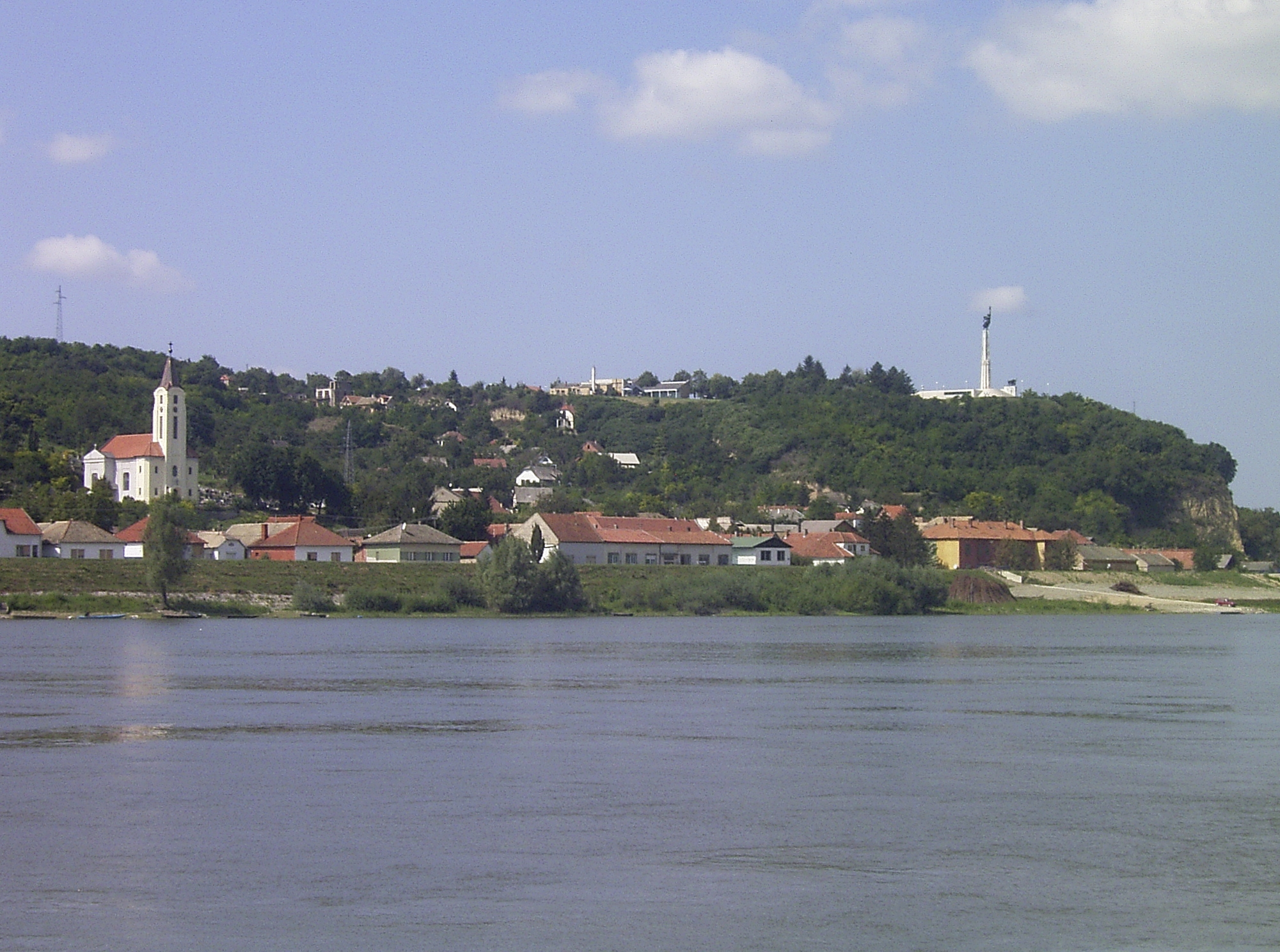
Dunărea la Batina

Cu doar 137 km, Croația are, după Republica Moldova, cea mai mică parte a Dunării pe teritoriul său. Râul intră în Croația la Batina, un port dunărean situat la punctul de întâlnire a frontierelor între Croația, Ungaria și Serbia. Cel mai important oraș croat situat pe malul Dunării este Vukovar, care a suferit pagube majore în timpul Războiului de Independență al Croației. Un alt oraș important din Croația, Osijek, se află și el în apropierea râului, la aproximativ douăzeci de kilometri de confluența Dunării cu Drava, al doilea afluent al acesteia ca lungime.

#### Zona disputată între Croația și Serbia

Frontiera sârbo-croată pe Dunăre, având marcate zonele revendicate de ambele țări (galben) și cele nerevendicate de niciuna (verde)

Pe o lungime de 217 km, granița dintre Croația și Serbia⁠(d) este orientată aproximativ de la nord la sud. Pornind din nord, ea pleacă din punctul triplu dintre cele două țări și Ungaria și cotește spre est, până la orașul sârb Bačka Palanka. Apoi se ramifică spre sud, apoi spre vest și din nou spre sud, până aproape de frontiera triplă cu Bosnia și Herțegovina.
Cele două țări au însă o dispută în privința cursului graniței lor naturale de 137 km de-a lungul Dunării, din care doar 40 km, delimitați de talwegul Dunării, sunt recunoscuți de cele două state. Pentru 97 km, Croația revendică vechile granițe între comitatele maghiare Baranya și Bács-Bodrog din vremea Austro-Ungariei, datând din vremea când cursul râului era diferit de actualul talweg. Această dispută generează mai multe pretenții croate pe malul sârbesc al râului, precum și o terra nullius pe partea croată care nu este revendicată de nicio țară (dar pe care s-au proclamat trei micronațiuni: paradisul fiscal al „Liberlandului”, Principatul Ecologic Dunărean Ongal⁠(d) și Regatul Enclava⁠(d)).

#### Serbia

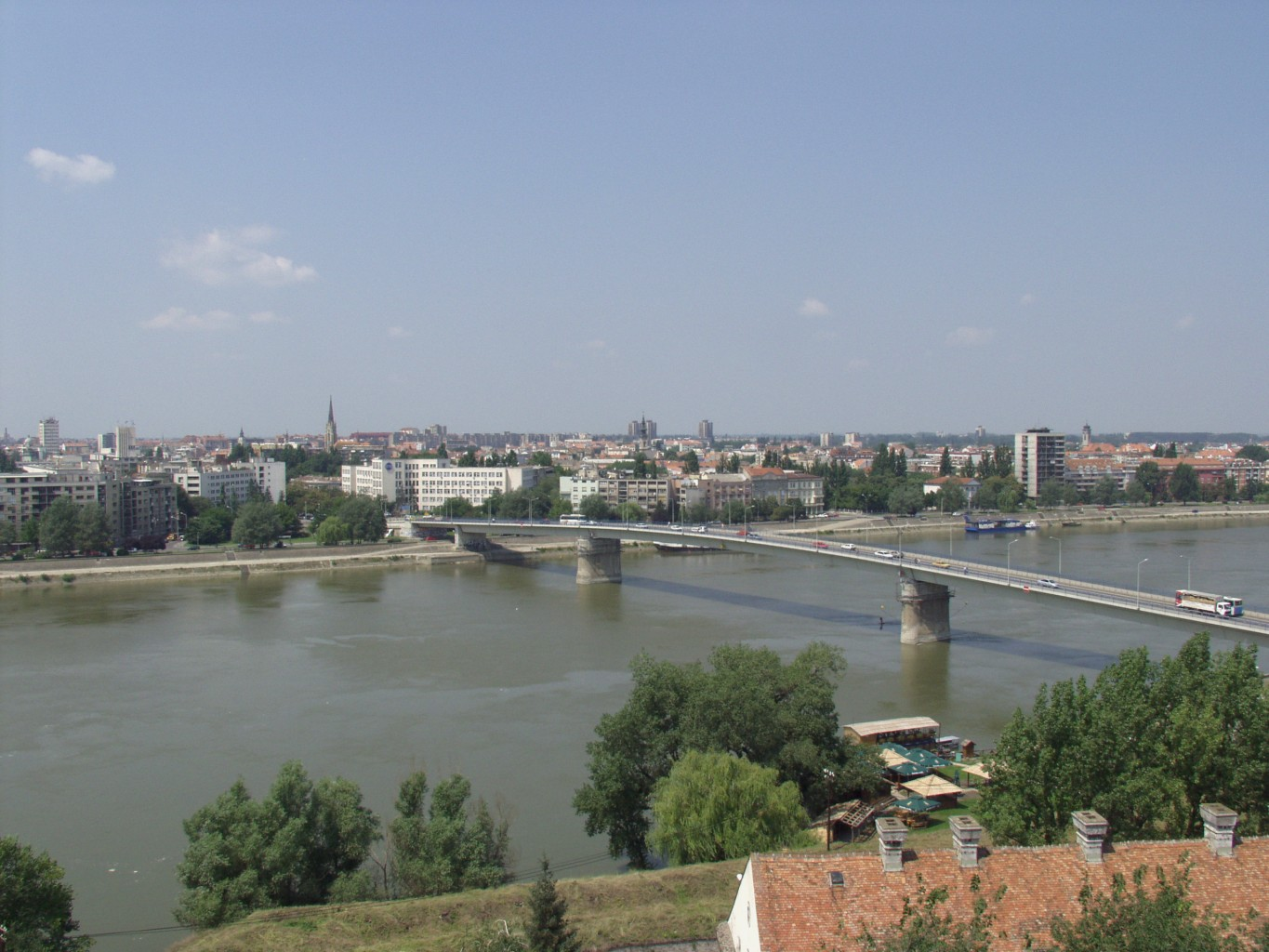
Dunărea la Novi Sad

La început, Croația (malul drept) împărțea Dunărea cu Serbia (malul stâng). Lângă Bačka Palanka, Dunărea formează un cot și apoi traversează Serbia spre sud-est îndepărtându-se de granița cu Croația și apropiindu-se de granița cu România.
La doar 25 km de granița cu Ungaria se află primul oraș important al Serbiei, orașul-port Apatin, care a fost odată populat aproape exclusiv de descendenți ai emigranților germani din XVIII-lea până la sfârșitul celui de al Doilea Război Mondial.

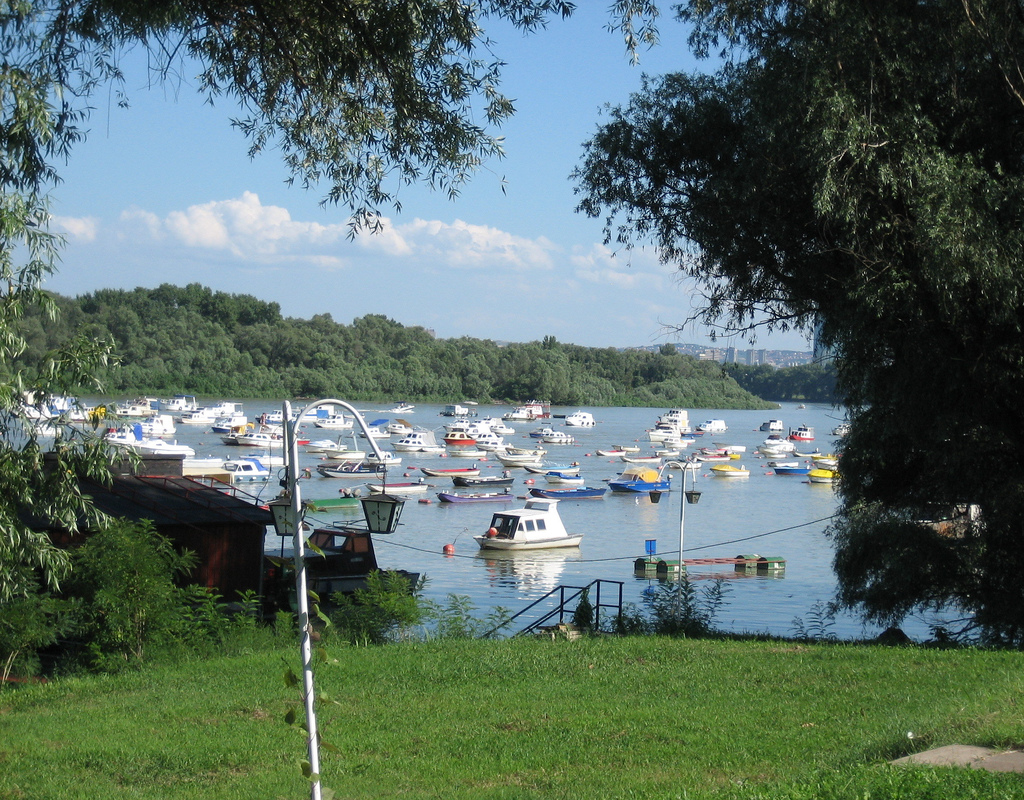
Dunărea la Belgrad

În aval de acest oraș, râul trece pe la Novi Sad ale cărui poduri au fost grav avariate în 1999 în timpul Războiului din Kosovo. Timp de mai bine de șase ani, traficul între cele două părți ale orașului s-a desfășurat folosind un pod plutitor improvizat. Acest lucru a perturbat navigația pe Dunăre deoarece podul era deschis doar de trei ori pe săptămână. De la punerea în funcțiune a „Podului Libertății” la 11 octombrie 2005, navigația pe râu se poate face din nou fără probleme.
După ce a parcurs încă 70 km, Dunărea ajunge la Belgrad, al treilea oraș ca mărime de pe malul râului, cu 1,6 milioane de locuitori. Zona este locuită de 7000 de ani, ceea ce îl face unul dintre cele mai vechi orașe locuite continuu de pe malul Dunării. Este construită în jurul confluenței cu Sava iar centrul său este dominat de impunătoarea cetate Kalemegdan.
Continuându-și cursul prin Serbia, Dunărea trece prin orașele industriale Pančevo, unde Dunărea primește apele râurilor Timiș și Smederevo, unde Morava se varsă în Dunăre. Trece apoi prin fața impozantei cetăți Golubac și intră în defileul „Porțile de Fier”. Dunărea servește apoi drept graniță între Serbia și România până la barajele Porțile de Fier I și II. Pe partea sârbă se află Parcul Național Đerdap care conține Tabula Traiana.

#### Bulgaria

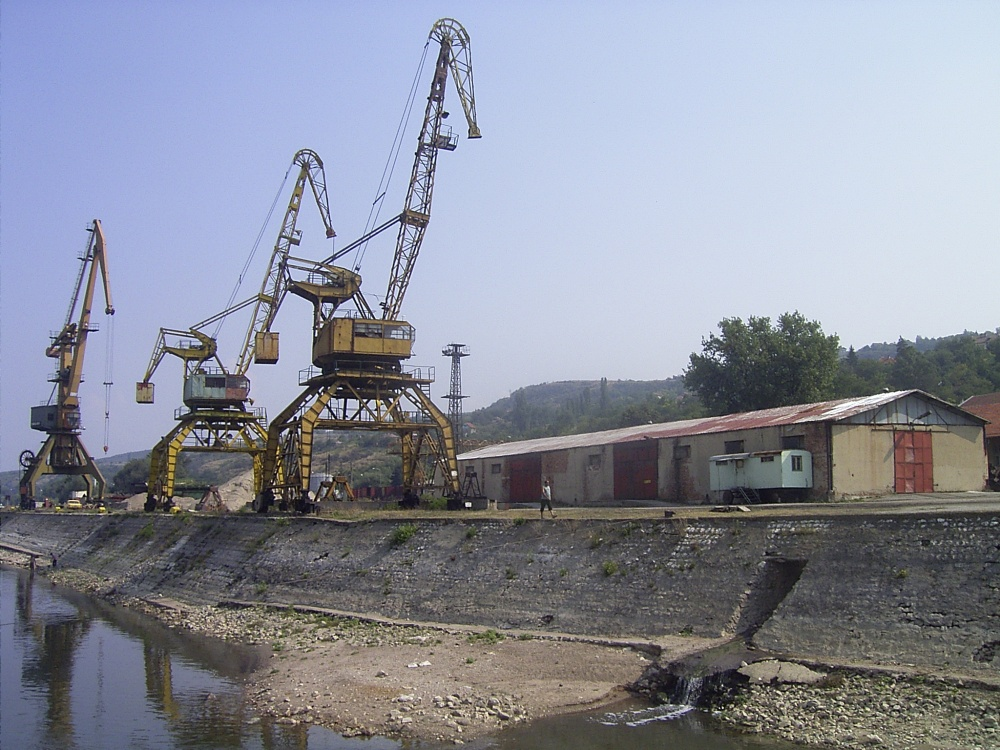
Port pe Dunăre la Rahova (Bulgaria).

La nivelul Bulgariei, Dunărea marchează granița nordică a acestei țări cu România: doar malul drept este bulgăresc, pe o distanță de 470 km. Pentru Bulgaria, este singura cale navigabilă din țară, care o leagă de Europa Centrală și Germania. Dintre cele douăsprezece porturi bulgare dunărene, cele mai importante sunt Vidin, Lom, Rahova, Nikopol, Sviștov, Ruse, Turtucaia și Silistra.
Doar două poduri traversează Dunărea în acest sector: cel construit în 1954 care leagă cel mai mare oraș dunărean bulgăresc, Ruse, cu orașul românesc Giurgiu, și unul deschis în 2013, dintre Vidin și Calafat. Bacuri traversează dunărea de la Rahova la Bechet, de la Nikopol la Turnu Măgurele, precum și de la Sviștov la Zimnicea. În portul Sviștov, Dunărea ajunge la punctul cel mai sudic: în aval de acolo, urcă spre nord pe teritoriul României, și părăsește teritoriul bulgar imediat după Silistra.

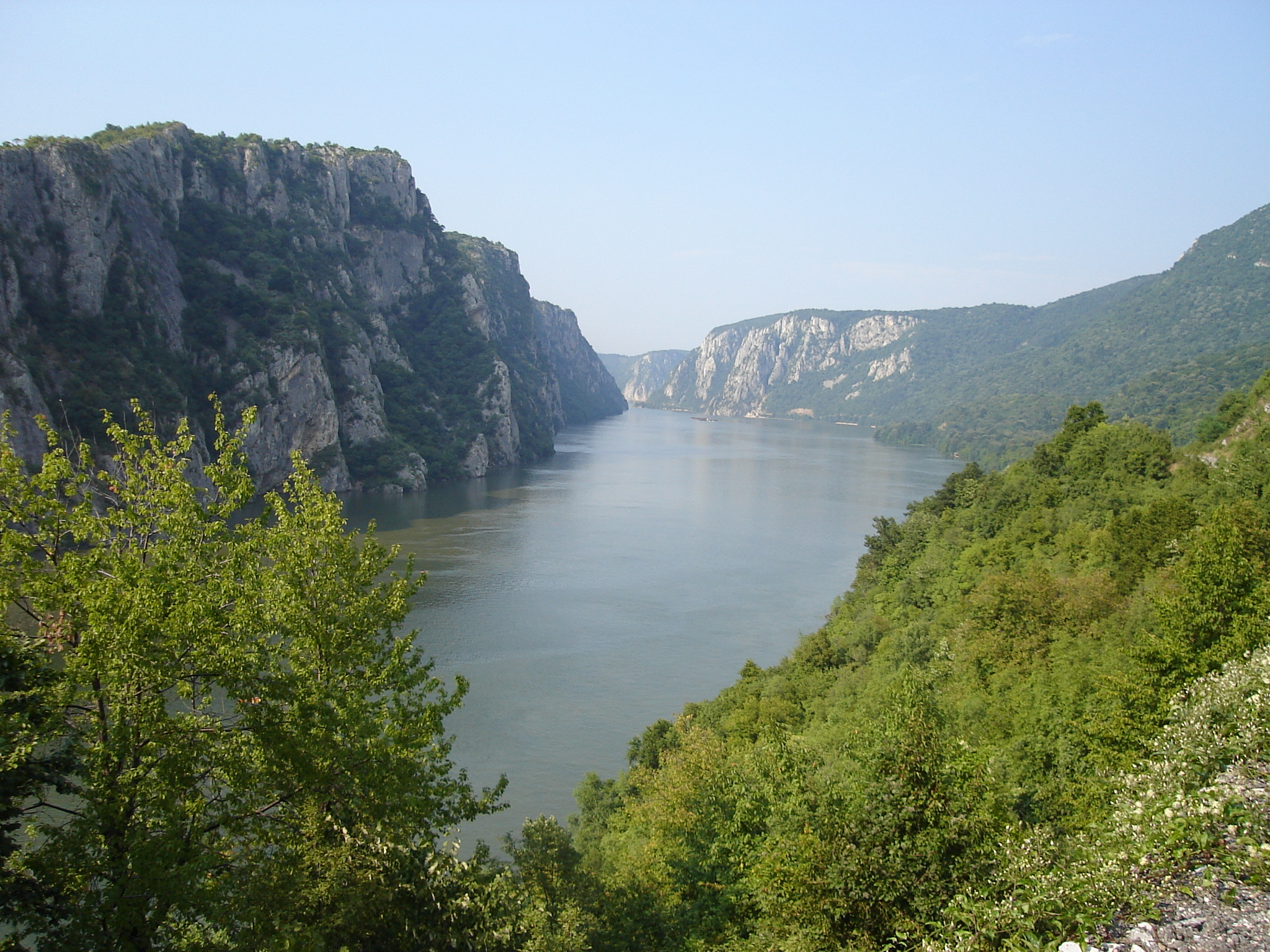
„Porțile de Fier” (România și Serbia)

#### România
De-a lungul a 1.075 km, sau aproximativ o treime din lungimea sa totală, Dunărea trece prin România, care deține deci cea mai lungă porțiune a fluviului. La început, aceasta formează granița cu Serbia și Bulgaria, apoi, în regiunea dintre Bărăgan și Dobrogea, ocolește Podișul Dobrogei pe la nord înainte de a se vărsa în Marea Neagră după ce marchează granița cu Ucraina.
Râul înconjoară în sud-vest Munții Banatului, traversează spectaculosul defileu „Porțile de Fier”, despărțind Carpații Occidentali Românești de Balcani, periculos prin vârtejele sale înainte de lucrările din anii 1970, trece apoi la Orșova și Drobeta-Turnu Severin. Acolo, râul cotește spre sud și trece prin Gruia, Pristol, Cetatea, Calafat, apoi spre est până la Islaz, unde râul Olt se varsă în Dunăre. Formează granița cu Bulgaria pe 400 km. Trece astfel prin orașele Dăbuleni, Corabia, Turnu Măgurele, Zimnicea, Giurgiu (situat chiar pe malul opus față de orașul bulgar Ruse), Oltenița, unde râul Argeș se varsă în Dunăre, și Călărași. Apoi formează limita de vest a reliefului dobrogean și trece pe la Cernavodă, Topalu, Hârșova, Giurgeni și Gropeni înainte de a ajunge la marile orașe Brăila și Galați. La patruzeci și șapte de kilometri după ce a trecut de acest din urmă oraș, Dunărea se împarte în trei brațe prin două difluențe⁠(d), formând o deltă în care se află porturile Tulcea și Sulina și care se termină în Marea Neagră. Pe o sută de kilometri începând de la Galați, cursul Dunării servește drept graniță între România la sud, și la nord Republica Moldova (pe 340 m) și Ucraina (în rest, granița urmând brațul cel mai nordic al Deltei, Chilia, a cărei deltă secundară este ucraineană).

#### Republica Moldova
Republica Moldova are cea mai mică porțiune de malul Dunării: 340 m. La confluența râului Prut în aval de Galați, malul stâng al Dunării devine moldovenesc, iar râul marchează granița dintre România și Republica Moldova. Acolo, autoritățile moldovenești au construit un port la sud-est de orășelul Giurgiulești, dar acest port este limitat în funcționare de eșecul schimbului teritorial cu Ucraina care nu a mai avut loc din cauza disputei asupra teritoriului care ar urma să fie schimbat (cătunul Mîndrești, de la est de port, între hotarul de facto aflat la 340 m în aval de Prut și hotarul de jure aflat mai la est, la 1.577 m în aval de Prut), astfel că Moldova nu a putut recupera/dobândi cei 1.237 m de mal al Dunării necesar extinderii acestui port pentru a primi nave de mare tonaj.

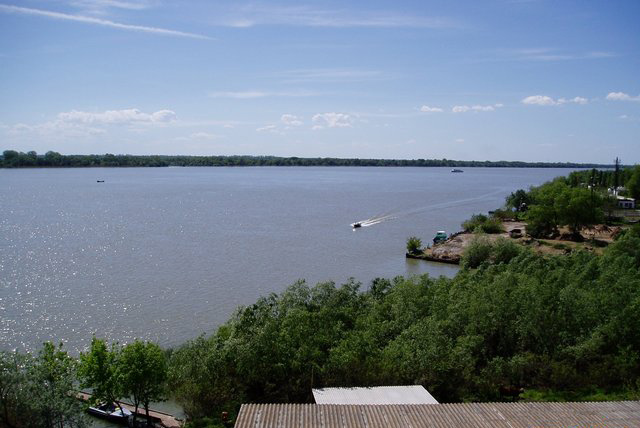
Dunărea lângă Vâlcov (Ucraina).

#### Ucraina
După granița cu Republica Moldova, malul stâng al Dunării devine ucrainean, iar fluviul marchează granița dintre România și Ucraina pe 47 km, deservind porturile Reni din Ucraina și Isaccea din România. Dunărea se împarte apoi în trei brațe: două dintre ele, Sulina și Sfântu Gheorghe, se varsă în mare pe teritoriul românesc, deservind porturile Tulcea și Sulina; al treilea, cel mai nordic, Chilia, continuă să servească drept graniță pentru încă 56 km și deservește porturile ucrainene Ismail, Chilia și Vâlcov, de unde începe Canalul Bîstroe. După Vâlcov, brațul Chilia trece în întregime prin Ucraina și se varsă câțiva kilometri mai departe în Marea Neagră. Și aici persistă două dispute teritoriale între Ucraina și România, referitoare la insulița Maican de pe malul drept (românesc) al brațului Chilia, dar deținută de Ucraina, și la Golful Musura de la gura aceluiași braț la Marea Neagră.

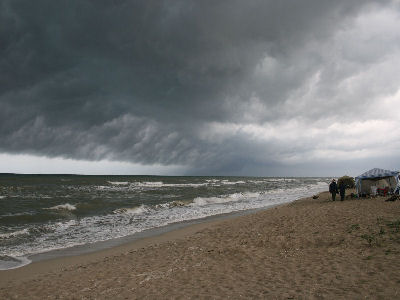
Gurile Dunării la sud de Sfântu Gheorghe (Marea Neagră, România).

#### Gurile Dunării
Gurile Dunării la Marea Neagră formează un mediu geomorfologic în schimbare rapidă, în special la nivelul deltei secundare a brațului Chilia, care este în continuă lărgire prin depunerea de aluviuni. Debitul de apă dulce scade salinitatea mării la mai puțin de 10 g de sare pe litru (față de media mondială de 35). Atât pe partea românească, cât și pe cea ucraineană, o „rezervație naturală a biosferei⁠(d)” protejează acest mediu în cadrul programului MAB⁠(d) („Omul și Biosfera”) al Națiunilor Unite, dar situația geopolitică de la granițele de est ale Uniunii Europene îi împiedică pe cei doi directori Băboianu (român) și Voloșkevîci (ucrainean) să colaboreze atât cât ar dori, deoarece cel mai apropiat punct de trecere autorizat este la Isaccea, la 210 km vest și în amonte de Delta Dunării.

## Istorie

Evoluția gurilor Dunării din antichitate până în zilele noastre (multe hărți istorice nu țin cont de acest lucru și arată anacronic malul actual).

### Preistorie
Unele dintre cele mai vechi civilizații europene s-au așezat în bazinul Dunării. Printre civilizațiile neoliticului dunărean se întâlnesc în special civilizațiile ceramicii liniare⁠(d) din bazinul mijlociu al Dunării. În Epoca cuprului, cultura Vučedol⁠(d) (numită după situl arheologic Vučedol de lângă Vukovar în Croația), remarcabilă pentru ceramica sa, a apărut în jurul râului. Numeroase situri ale culturii Vinča, datând din mileniul al VI-lea î.Hr. până în mileniul al III-lea î.Hr., sunt situate de-a lungul Dunării.

### Antichitatea

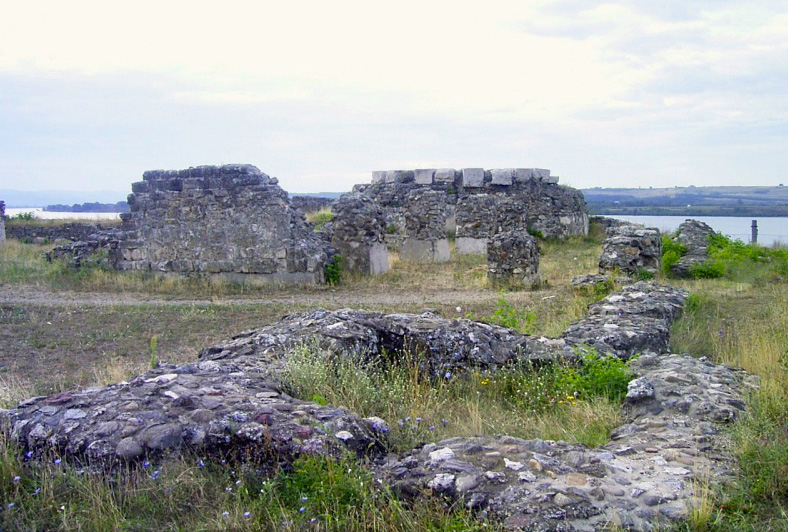
Ruinele romane de la Drobeta-Turnu Severin, pe Dunăre.

În secolul al VII-lea î.e.n., grecii au călătorit pe Dunăre de la Marea Neagră pe lângă orașul Tomis, actuala Constanța. Călătoria lor de descoperire în amonte s-a încheiat în apropiere de Drobeta, punctul de unde vârtejurile de la „Porțile de Fier”, un defileu îngust și abrupt, făceau ca trecerea navelor vremii spre Carpații Meridionali și Munții Metaliferi Sârbi să fie imposibilă.
Pentru romani, din 37 e.n., Dunărea a format granița dintre al lor Imperium și Barbaricum din Nord, între lumea civilizată și urbanizată guvernată de lege și o lume mai liberă, condusă prin cutume. Practic, de la izvor până la gura de vărsare, acolo a fost întreținută o flotă permanentă, classis. Atâta timp cât fluviul nu îngheța, această flotă a fost suficientă pentru a împiedica trecerea germanilor, dacilor și sarmaților, întrucât aceștia nu dețineau nicio tehnologie care să o contracareze. Când râul îngheța, legiunile staționate pe malul drept al râului preluau controlul. Marc Aureliu a repurtat mai multe victorii asupra marcomanilor mulțumită classisului. Romanii au dominat fluviul până la Valentinian I (364–375) cu excepția unor ani foarte reci (256–259, când bazele și multe bărci au fost luate prin surprindere).
Imperiul Roman a trecut Dunărea în Dacia abia după ce a construit podul lui Apolodor în anul 101 la nivelul orașului garnizoană Drobeta situat în apropiere de„Porțile de fier”, și după ce a purtat două războaie, în 102 și 106. Această victorie a împăratului Traian asupra dacilor în frunte cu Decebal a permis crearea provinciei Dacia, care a fost abandonată în anul 271. Aceste două bătălii formează friza Columnei lui Traian, din centrul forului său de la Roma. Pe ambele maluri ale Dunării de Jos, romanizarea tracilor a avut ca rezultat traco-romanii, vorbitori ai limbilor romanice orientale, și numiți mai târziu „vlahi” de valurile de invadatori din Orient (huni, vizigoți, ostrogoți, vandali, gepizi, lombarzi, avari și slavi), care, din secolul al III-lea până într-al V-lea, au trecut prin bazinul Dunării de la est la vest și de la nord la sud.
În timpul acestor mari invazii, pe vechea frontieră romană, în mijlocul acestor noi populații, s-au păstrat mici comunități romane: Walcheren, Welschenlants, Walchengaue sau valahii (pe care istoricii le numesc romanii populare), în marile zone împădurite (Ardeni⁠(d), Vosgi): valoni și welsches) sau muntoase (în Alpi: romanși⁠(d), ladini⁠(d); în Carpați și Balcani: vlahi). Imperiul Roman a lăsat locul regatelor germanice în partea sa de vest în 476: partea de est s-a menținut până în 1453, dar a rămas detașată de Dunăre în 679 când au sosit bulgarii, revenind acolo doar pentru două secole, din 971 până în 1180.

### Evul mediu
În secolul al IX-lea, bazinul Dunării de Mijloc este zona de așezare a triburilor maghiare provenite din Urali, care populează Ungaria actuală pentru a întemeia, alături de populațiile germanică, slavă și vlahă care deja practicau transhumanța acolo, statul maghiar, sub regele Ștefan I.

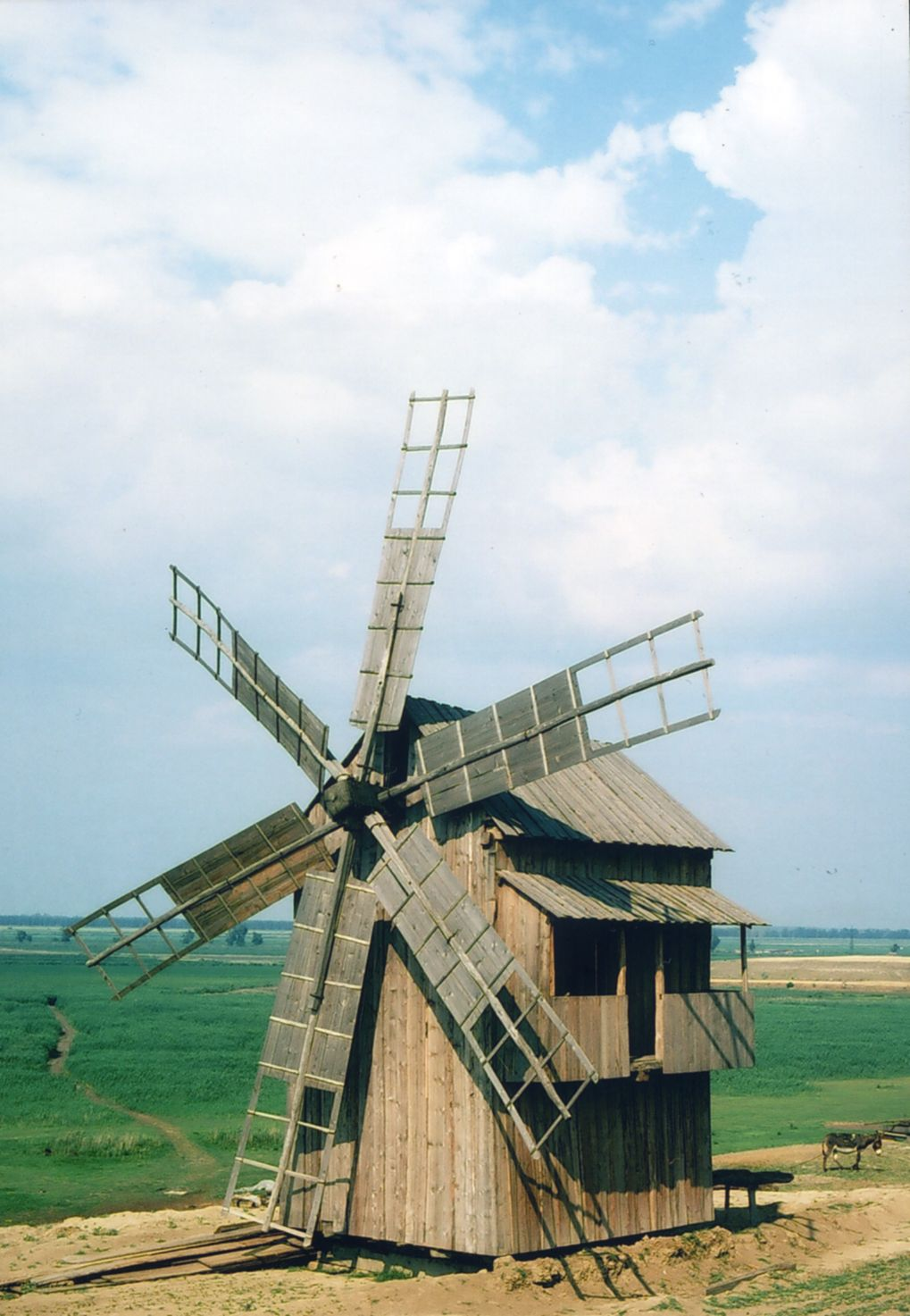
Moară de lemn la Letea, în Delta Dunării.

Drumul lui Carol cel Mare, care a fost folosit între 1096 și 1099 de armata lui Godefroy de Bouillon în timpul primei cruciade, urma și el cursul Dunării de la Regensburg la Belgrad. Aproximativ 340 de ani mai târziu, armata otomană a urmat același traseu în sens opus. Dunărea a fost pentru ea principala arteră de transport de trupe și provizii în timpul campaniei sale prin Europa de Sud-Est. Râul a permis otomanilor să avanseze rapid, iar din 1440 au purtat primele bătălii pentru Belgrad, situat la 2.000 km de gura râului. Cucerirea orașului nu a reușit însă decât în 1521 și doar câțiva ani mai târziu, în 1526, armata otomană a învins Regatul Ungariei în prima bătălie de la Mohács. Întrucât regele Ludovic al II-lea al Ungariei a fost ucis în timpul bătăliei, Ungaria fost împărțită între pașalâcul de la Buda și casa de Habsburg. Acest eveniment marchează nașterea așa-numitei „monarhii dunărene”.

### Epocile modernă și contemporană

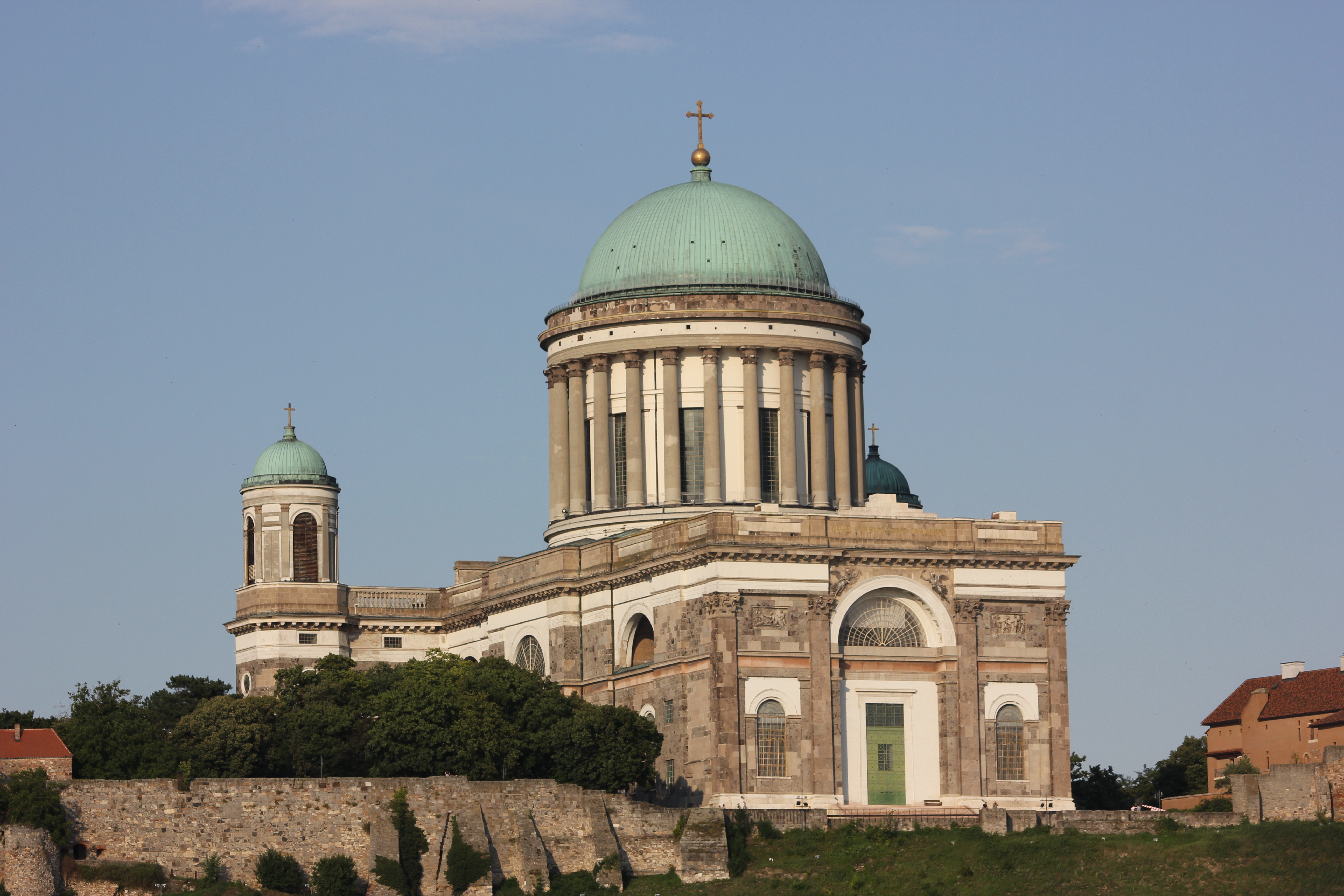
Catedrala Esztergom din Ungaria, pe Dunăre.

În 1529 turcii au ajuns la Viena, în inima Europei Centrale, dar au fost învinși acolo. Astfel a fost oprită expansiunea otomanilor de-a lungul Dunării și, după o nouă bătălie dusă la Mohács în 1687, aceștia au pierdut treptat teren și putere. Reprimarea progresivă a turcilor s-a bazat în esență pe inițiativa Austriei, apoi a Austro-Ungariei care a câștigat puterea acolo în timp ce, în paralel, era respinsă din Sfântul Imperiu Roman și apoi din zona germanică. Alături de Austria, Imperiul Otoman a rămas unul dintre cei mai importanți factori politici din sud-estul Europei până la pierderea definitivă a teritoriilor sale balcanice în Războaiele Ruso-Turce (1768–1774)  și apoi în Războaiele Balcanice din 1912–1913. Dunărea a jucat atunci nu doar rolul de arteră militară și comercială, ci și de legătură politică, culturală și religioasă între Orient și Occident.
De asemenea, râul a jucat un rol și în timpul Războiului celei de a Cincea Coaliții din 1809, în care s-au înfruntat Austria și împăratul Napoleon I. După înfrângerile din aprilie, armata austriacă s-a retras în spatele Dunării și l-a obligat pe Napoleon să vină pe cealaltă parte, dacă dorea să obțină pacea cu Austria, ceea ce avea să ducă la bătăliile de la Essling și Wagram.
În timpul celui de al Doilea Război Mondial, Dunărea a fost una dintre principalele căi de transport pentru petrolul românesc, pe atunci principala sursă de aprovizionare a germanilor, către fabricile Reich-ului. În vara anului 1944, Royal Air Force a aruncat acolo peste 1500 de mine, între Giurgiu și Bratislava. În câteva luni, aceste mine au scufundat peste 250 de nave, dintre care 29 de nave transportatoare de petrol, și au avariat peste 200 altele, cu un excepțional raport de o navă lovită la fiecare 3 sau 4 mine lansate. Această minare a întrerupt aproape în întregime traficul pe râu.
După al Doilea Război Mondial, în 1946, a fost elaborat un nou regulament al traficului fluvial care avea să înlocuiască acordurile de la Paris din 1921. Toate țările riverane fluviului au participat la conferința de la Belgrad din 1948, cu excepția țărilor învinse, Germania și Austria. Când a fost semnat tratatul, a fost semnat și un act adițional care accepta Austria în Comisia Dunării⁠(d). Republica Federală Germania a putut intra în comisie abia în 1998, la aproape cincizeci de ani după conferința de la Belgrad, din cauza opoziției sovieticilor. În prezent, doar țările dunărene se bucură de libertate de comerț și navigație pe râu.

## Dunărea în cultură
- Dunărea a găsit cel mai important ecou cultural în muzică, cu celebrul vals vienez Frumoasa Dunăre Albastră compus de Johann Strauss (fiul). Această lucrare a fost compusă de Strauss în timp ce călătorea pe Dunăre.
- Un alt vals celebru legat de Dunăre este Valurile Dunării al compozitorului român Ion Ivanovici (1845–1902) a cărui operă a cucerit publicul când a fost interpretat la Expoziția Universală⁠(d) de la Paris din 1889.
- Al doilea râu ca mărime din Europa a lăsat și multe urme în culturile țărilor vecine. Dunărea este astfel strâns legată de istoria României, pentru că a servit drept fundal pentru confruntări între romani și daci dar mai ales pentru că este axa regiunii de origine a popoarelor romanice răsăritene.
- Pe lângă numeroasele povești și legende, scriitorii s-au inspirat și de la Dunăre, de la Ovidiu la Péter Esterházy, care a devenit interesat de subiectul fluviului la sfârșitul secolului al XX-lea.[30]
- Dunărea, eseu-fluviu de Claudio Magris, explorează fluviul de la izvor până la vărsare străbătând istoria Mitteleuropa (Europei Centrale).
- În romanul său Europolis, apărut în 1933, Eugeniu P. Botez evocă mult gurile Dunării de la Sulina.
- Frumoasa Dunăre Galbenă este un roman polițist de Jules Verne în care Dunărea este decorul întregii sale intrigi. Acest roman a fost ulterior rescris și modificat de Michel Verne sub titlul Pilotul de pe Dunăre.[31]
- The Willows, cea mai cunoscută dintre nuvelele scriitorului de groază Algernon Blackwood, se concentrează pe o călătorie pe Dunăre.[32]
- Școala Dunăreană⁠(d), care s-a dezvoltat în secolulal XVI-lea în Valea Dunării este o tradiție germană de pictură a peisajelor.
- Vers La Mer de Annik Leroy⁠(d) (87 minute, 1999), selectat la Berlinală: eseu cinematografic⁠(d) sub formă de Road movie⁠(d), de la izvorul Dunării până la gura ei.[33]
- Im Juli de Fatih Akın (95 de minute, 2000): Road movie⁠(d) cu acțiunea în mare parte de-a lungul Dunării.[34]
- The Ister de David Barison și Daniel Ross (189 minute, 2004), câștigător al Prix de l'Association québécoise des critiques în 2004 și al Prix du Groupement national des cinémas de recherche, tot în 2004: documentar inspirat dintr-o prelegere susținută de Martin Heidegger în 1942.[35]
- Dunărea este și subiectul unei colecții de filme documentare de Ulrike Bartels, Joël Jenin și Dieter Zeppenfeld.[36]
- Donauwellen este un tort german al cărui nume înseamnă: Valurile Dunării.[37]
- Donaukinder este o melodie a trupei germane Rammstein găsite pe CD-ul bonus al albumului lor Liebe Ist Fur Alle Da.

## Ecologia Dunării
Pe parcursul a sute de kilometri ai cursului său, Dunărea traversează zone climatice și peisaje variate care explică varietatea faunei și florei de-a lungul râului. Aceasta face din Dunăre un coridor biologic major al Rețelei ecologice paneuropene⁠(d), în special pentru aspectele sale de infrastructură albastră⁠(d) și pentru conectivitatea ecologică⁠(d) dintre Marea Neagră și Europa Centrală. În ciuda numeroaselor și semnificativelor intervenții umane de-a lungul cursului său, multe tronsoane ale Dunării prezintă încă o naturalitate puternică și joacă rol de rezervor de biodiversitate, parțial datorită înființării de arii protejate în zonele cele mai sensibile sau vulnerabile.
În ciuda eforturilor de control al poluării apei, Dunărea primește încă poluare cronică (agricolă, industrială și urbană) din mai multe regiuni agricole și industriale majore și din precipitațiile atmosferice. Este uneori supusă poluării acute, în urma accidentelor industriale (accidentul de la Cernobîl, accidentul de la uzina de aluminiu din Ajka).

### Fauna Dunării

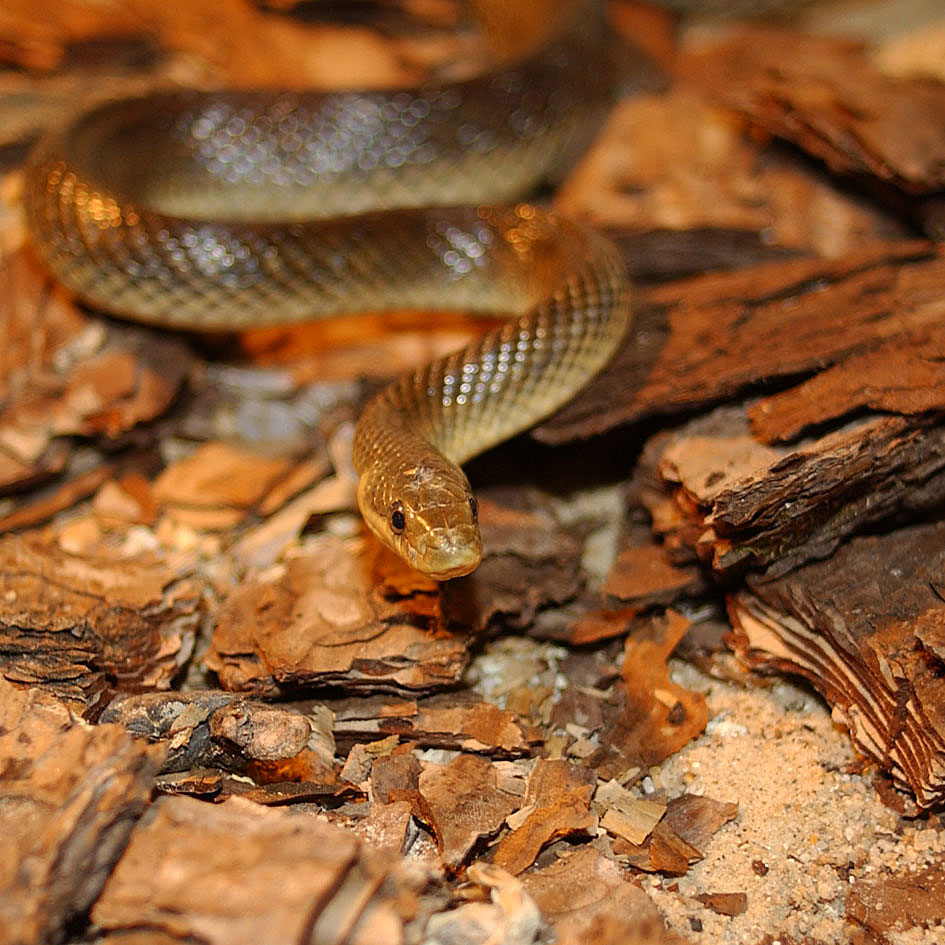
Șarpele lui Esculap (Elaphe longissima).

În total, peste 300 de specii de păsări trăiesc de-a lungul malurilor Dunării. Acest râu este unul dintre cele mai importante rute europene de migrație a păsărilor, iar zonele încă virgine situate pe malul său sunt toate zone de iernat, de odihnă și de cuibărit, uneori pentru specii rare precum buha, pescărașul albastru, codalbul, barza neagră, gaia neagră. Parcurile naturale din Donauauen (câmpiile aluviale), din „Kopački rit” și în special din Delta Dunării sunt arii protejate excepționale.
Astfel, Donauauen sunt punctul de întâlnire al regiunii Lacului Neusiedl, bazinului Dunării și râului Morava. Acest mediu natural găzduiește, mai ales iarna, un număr mare de animale precum gâsca de vară, chirele, ferestrașul mare, rața sunătoare, caradriiformele, rața mare, dar și multe specii rare, cum ar fi acvila țipătoare, uliganul pescar sau lebăda de iarnă.
Un alt loc important de iernare și odihnă este parcul natural Kopački rit, o zonă mlăștinoasă încă virgină situată în nord-estul Croației, unde cuibăresc peste 260 de specii de păsări, printre care specii rare precum codalbul.
Pentru lumea ornitologică, cea mai importantă regiune este Delta Dunării, o răscruce centrală a rutelor de migrație în Europa și, în același timp, un punct de întâlnire între fauna europeană și fauna asiatică, protejată de orezervație a biosferei⁠(d) aflată în patrimoniul mondial UNESCO. Aici trăiesc peste 300 de specii de păsări, printre altele pelicanul creț și pelicanul alb, cocori, lopătari, păsări răpitoare și rarele gâște cu gât roșu.
Ihtiofauna⁠(d) Dunării este cea mai bogată dintre toate bazinele hidrografice ale Europei, deoarece, pe lângă dimensiunile sale mari, acest bazin a fost un refugiu glaciar⁠(d) pentru multe specii de pești europeni în timpul Pleistocenului. Majoritatea peștilor de apă dulce obișnuiți în Europa sunt prezenți în Dunăre, la care se adaugă specii care nu se găsesc în Europa de Vest, precum și specii endemice din bazinul Dunării. Găsim crap, lin, caras⁠(d), mreană, batcă cosac cu bot turtit, cosac, plătică, avat, clean mic, văduviță, morunaș, babușcă, roșioară, clean, beldiță, boiștean, plevușcă, scobar, sabiță, știucă, biban comun, anghilă europeană, mihalț, lipan, somn, dar si 3 specii de șalău⁠(d), lostriță (sau somon de Dunăre), aproape 6 specii de sturioni, morun si mai multe alafore⁠(d). Există și numeroși gobi⁠(d), 3 specii de Gymnocephalus⁠(d), 2 specii de zingel, cel puțin 4 specii de Alburnus⁠(d) (inclusiv oblețul), Gobio și Romanogobio, Sabanejewia, Cottus și Cobitis, precum și țipar și grindel. Toți peștii de mai sus sunt originari din bazinul Dunării, spre deosebire de râurile din Europa de Vest, unde au fost introduse mai multe dintre aceste specii, adesea din Dunăre. La aceasta se adaugă specii neindigene, cum ar fi somnul⁠(d), soretele⁠(d), bibanul cu gură mare⁠(d), pseudorasbora, diversele carpes asiatiques sau Perccottus glenii. În genul Salmo (păstrăvi și somoni din Europa), specia autohtonă este mai ales Salmo labrax⁠(d) (păstrăv sau somon de Marea Neagră), dar foarte prezent este și Salmo trutta, introdus în mare măsură, iar cele două specii hibridizează.
Dintre agnate se găsesc Eudontomyzon danfordi și Eudontomyzon vladykovi⁠(d), primul fiind cvasi-endemic, iar al doilea endemic în bazinul Dunării.
Sturionii nu mai ajung până la Viena în urma construcției barajului Porțile de Fier, dar, favorizate de protecția consolidată a mediului și de renaturalizarea malurilor, speciile rare de pești au putut fi din nou aclimatizate, în special în Germania și Austria. Astfel, țigănușul (Umbra krameri), o rudă minusculă a știucii despre care se crede că a dispărut din 1975, a fost redescoperit în 1992. Peste 150 de specii de pești se găsesc în Delta Dunării, care găzduiește sturioni și moruni.
De-a lungul râului, se întâlnesc și multe mamifere precum jderul, nevăstuica, viezurele sau chiar pisica sălbatică, castorul și vidra de râu. În deltă, se întâlnesc și nurca, dihorul și popândăul, din familia veverițelor. Dunărea este un habitat și pentru mulți amfibieni și reptile, cum ar fi șarpele lui Esculap, gușterul, șopârla de ziduri⁠(d), șarpele de apă, șarpele rău, șopârla de câmp, țestoasa de uscat dobrogeană⁠(d) și țestoasa europeană de baltă precum și specii endemice precum tritonul cu creastă⁠(d). Pentru toate aceste specii, este și delta care adăpostește cea mai mare diversitate.

### Flora Dunării
Speciile de arbori des întâlnite în pajiștile aluviale cu rășinoase sunt plopul alb (Populus alba), arinul alb⁠(d) (Alnus incana) și salcia albă (Salix alba). În pajiștile aluviale cu foioase se remarcă prezența frasinului de câmp⁠(d) (Fraxinus angustifolia) care se întâlnește în aval de Viena, precum și ulmul și stejarul pedunculat. În Dunăre însăși se găsesc plante acvatice rare precum roata de apă (Aldrovanda vesiculosa⁠(d)) și otrățelul.

### Daune ecologice semnificative
Ca multe alte râuri, Dunărea a suferit multe agresiuni grave asupra mediului său natural încă de la începutul epocii industriale. Doar 20 % din câmpiile inundabile care mai existau în secolul al XIX-lea mai există astăzi, și doar jumătate din cursul râului mai poate fi considerat „natural”.
Pe lângă creșterea poluării legate de industrie (ruperea digului minier de la Ajka⁠(d)), agricultură, turism și ape uzate, precum și regularizarea prin diguri, baraje, ecluze și canale, în special marile proiecte perturbă puternic ecosistemul Dunării. O protecție internațională eficientă a acesteia se dovedește dificilă deoarece pe maurile râului sunt zece țări, dintre care unele dintre cele mai sărace din Europa, care doresc să profite economic de pe urma poziției lor la marginea fluviului.

#### Gabčíkovo-Nagymaros
În acordurile din 16 septembrie 1977 încheiate între Cehoslovacia și Ungaria, s-a decis construirea (între Gabčíkovo, lângă Bratislava, și Nagymaros în Ungaria) a unui imens ansamblu de baraje și ecluze destinate producerii de energie. Primele studii pentru proiect văzuseră lumina zilei în 1956.
Experții maghiari și austrieci și-au exprimat temerile că lucrările ar putea presupune distrugerea pajiștilor aluvionare austriece, a peisajelor de-a lungul graniței slovaco-ungare⁠(d) și ar putea pune în pericol alimentarea cu apă potabilă a Budapestei. După ce lucrările la proiect erau deja încetinite în 1983, mișcarea Duna Kör („Dunărea bolnavă”) a fost înființată în 1984 la Budapesta și 140.000 de persoane au semnat petiția împotriva barajului; o manifestație de 40.000 de persoane a avut loc în 1988 în fața parlamentului ungar. După căderea regimurilor comuniste din Europa în 1989, Ungaria s-a retras din proiect sub presiunea populației.
După divizarea Cehoslovaciei în 1993, Slovacia a continuat construcția centralei în alt loc și a depus o plângere împotriva Ungariei în același an, apoi din nou în 1997 la Curtea Internațională de Justiție pentru nerespectarea acordului de la Budapesta din 1977.
Ungaria a acuzat apoi Slovacia că a deturnat apa Dunării în noul canal artificial Gabčíkovo. Curtea Internațională de Justiție a decis că acordurile din 1977 sunt încă valabile și că cele două țări ar trebui să găsească o înțelegere pentru continuarea proiectului. Deocamdată nu s-a găsit niciun compromis și această situație deteriorează și astăzi relațiile dintre Ungaria și Slovacia.

#### Hidrocentrala „Porțile de Fier”

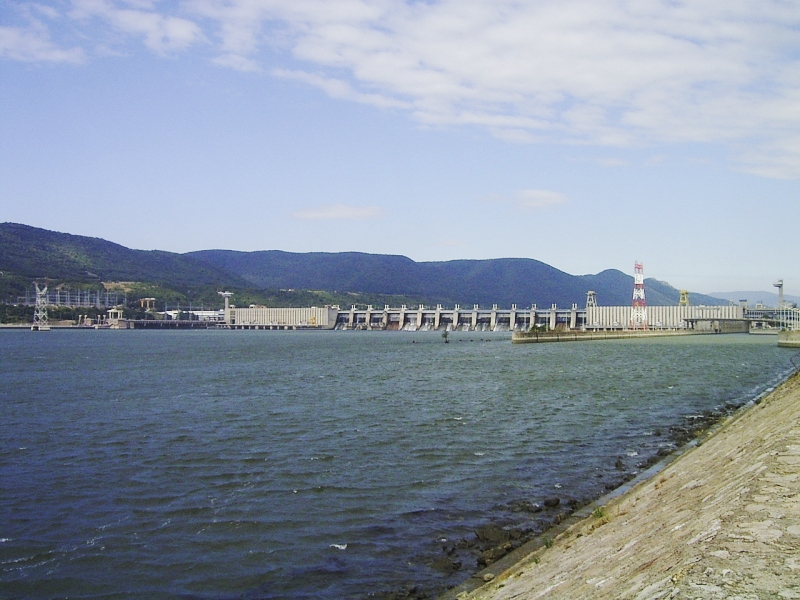
Barajul de „Porțile de fier”.

În anul 1964, Iugoslavia și România au început să construiască împreună o hidrocentrală, finalizată în 1972 și situată între Carpații Meridionali și Munții Metaliferi Sârbi, în aval de „Porțile de Fier”. Barajul a creat un lac artificial lung de 150 km, nivelul apei crescând cu 35 m. Pentru a asigura o cale navigabilă care să permită trecerea ambarcațiunilor, s-au construit două ecluze și au fost dinamitate stâncile care flancau repezișurile.
Lacul de acumulare a cuprins orașul Orșova, cinci sate și insula Ada Kaleh, locuită din 1669 de turci (care au părăsit România și s-au mutat în Turcia). În total, 17.000 de persoane a trebuit să fie strămutate și multe situri culturale au fost pierdute. Și pentru mediu, construcția barajului nu a rămas fără urmări: sturionii nu mai pot urca pe Dunăre să depună icre.
Pentru a limita pagubele culturale și ecologice, anumite elemente de floră și faună, precum și bunuri arheologice, culturale și istorice au fost mutate și conservate în două parcuri naționale și în muzee. Parcurile naționale create în acest scop sunt Đerdap din Serbia creat în 1974, și „Porțile de fier” din România, creat în 2001.

#### Portul Giurgiulești

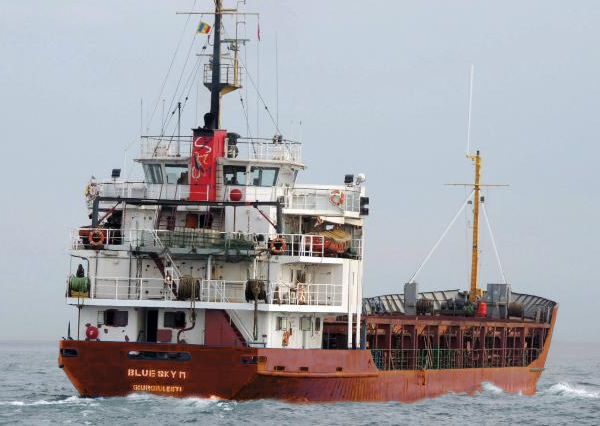
Cargovul moldovenesc Blue Sky M poate transporta containere sau automobile.

În 1995, Guvernul Republicii Moldova a creat compania Terminal SA, o societate mixtă cu participare grecească pentru dezvoltarea unui port și a unei rafinării de petrol⁠(d) la est de Giurgiulești. Acest port a fost aprig contestat din patru motive:
- îndoieli cu privire la însăși necesitatea acestui port, când Moldova ar fi putut negocia cu ușurință acces facil la porturile învecinate, românești sau ucrainene, Galați și Reni, legate direct de rețeaua rutieră și feroviară;
- costul ridicat al investițiilor, a căror rentabilitate este incertă în plină criză financiară internațională;
- eșecul schimbului teritorial cu Ucraina care împiedică accesul navelor de mare tonaj;
- în caz de avarie, poluanții ar ajunge în câteva ore în Delta Dunării din apropiere, fără a fi diluați, ceea ce amenință grav acest ecosistem protejat.

Guvernul moldovean a ignorat aceste probleme și în 1996 BERD i-a acordat un împrumut de peste 19 milioane de dolari și astfel deține 20 % din societate. 41 % sunt deținute de compania moldovenească Tirex-Petrol și 39 % de către compania elenă Technovax. Lucrările au început înnoiembrie 1997, dar scepticii s-au dovedit a avea dreptate și, după 2001 guvernul Republicii Moldova a fost nevoit să anunțe că vrea să-și vândă participațiunea. Interesele din Rusia și Azerbaidjan s-au implicat în 2003, permițând finalizarea lucrărilor începute și inaugurarea, la 13 aprilie 2007, a unei gări fluviale. Traficul rămâne episodic.

#### Canalul Bîstroe
La 27 august 2004, în Ucraina a fost deschisă construcția canalului Bîstroe. Conectând Vâlcovul de pe brațul Chilia de limanul Sasîk (Conduc), acest canal permite barjelor fluviale să evite trecerea prin gura maritimă, la aproximativ douăzeci de kilometri mai spre est. Elemente discordante: niciun port nu se învecinează cu acest liman de mică adâncime, trecerea pe mare spre Odesa rămâne inevitabilă, iar acest canal duce pe de o parte la necesitatea dragării limanului (al cărui nămol anoxic cu H2 SO4 va ucide biodiversitatea) și drenează zona umedă Drăculia-Jibrieni-Gălilești (Drakulia- Jebrianî-Primorske), accelerând curgerea și crescând eroziunea malurilor. Organizațiile pentru apărarea mediului, guvernul român și comisarul pentru mediu al Uniunii Europene au protestat așadar, în zadar, împotriva acestui canal. Deși Ucraina deține ambele maluri ale gurii brațului Chilia, precum și ambele maluri ale principalului canal navigabil de la nivelul arhipelagului Chislița, guvernul ucrainean a acuzat aceste proteste de „diferite interesele hegemonice ale României care ar dori să monopolizeze traficul fluvial”, a continuat lucrarea și a inaugurat structura pe 14 mai 2007. Traficul a rămas și aici unul foarte modest. Cu toate acestea, în timpul blocadei rusești a porturilor ucrainene în cadrul invaziei ruse a Ucrainei din 2022, canalul a putut fi folosit, inclusiv cu acordul autorităților române, pentru exportul cerealelor din Ucraina pe Dunăre.

## Bazinul economic al Dunării

### Utilizarea apei

#### Apa potabilă
Dunărea este o sursă importantă de apă potabilă pentru zece milioane de oameni care trăiesc de-a lungul râului. În landul Baden-Württemberg, compania care furnizează apă potabilă în regiunea dintre Stuttgart, Bad Mergentheim, Aalen și districtul Alb-Dunăre folosește apă tratată din Dunăre în proporție de până la 30 % din cele treizeci de milioane de metri cubi distribuiți în 2004. Alte orașe precum Ulm sau Passau folosesc încă în mare măsură apa din Dunăre ca apă potabilă.
În Austria, pe de altă parte, 99 % din apa potabilă este extrasă din apele subterane și izvoare și doar foarte rar, de exemplu în timpul valurilor de căldură, din apa Dunării. Același lucru este valabil și pentru Ungaria, care folosește apă din apele subterane în proporție de 91 %. Celelalte state situate de-a lungul Dunării centrale se abțin de la a extrage apă potabilă din Dunăre din cauza poluării puternice a acesteia. Doar localitățile situate pe malul său în România, unde râul este din nou mai curat, folosesc din nou apa Dunării (Drobeta-Turnu Severin, Delta Dunării).

#### Energie hidraulică
Cinci state riverane folosesc Dunărea ca o sursă importantă de energie; acestea sunt Germania, Austria, Slovacia, Serbia și România. Pentru celelalte state fie lipsește controlul teritorial parțial al Dunării pentru construcția autonomă (Croația, Bulgaria și Moldova au un singur mal al fluviului), fie nu există nicio posibilitate politică ca în Ungaria, unde opinia publică este împotriva acesteia, fie cursul Dunării nu o permite ca în Ucraina.
În Germania, primele centrale hidroelectrice au fost construite la sfârșitul secolului al XIX-lea, în special în regiunea Dunării Superioare, dar și lângă Ulm. Cu toate acestea, Dunărea nu a atins niciodată în Germania importanța pe care o ocupă mai departe în aval, deoarece debitul fluviului este încă scăzut și, prin urmare, cu energie redusă.
În Austria situația este complet diferită chiar dacă construcția primei hidrocentrale datează abia din 1953. Astăzi, Austria este a treia țară din Europa, după Islanda și Norvegia, în care hidroelectricitatea reprezintă cea mai mare pondere din producția de energie și 20 % din producția totală de energie este asigurată de centralele de pe Dunăre. Dar această evoluție nu are doar laturi pozitive: monocultura de energie hidroelectrică, care în Austria este concentrată esențialmente de-a lungul Dunării și cea de la frontiera cu Germania pâna la Viena (exclusiv Wachau), modifică traseul și viteza de curgere a apei si previne inundarea periodica a pădurii aluviale, fenomen cu rol important din punct de vedere ecologic. În plus, ecluzele formează bariere artificiale pentru pești și alte organisme vii care nu se mai pot deplasa liber în râu.
În Slovacia, energia hidroelectrică este, cu 16 % din producția totală, a doua cea mai importantă sursă de energie după cărbune. Și cea mai mare parte din această energie este produsă de centrala electrică Gabčíkovo-Nagymaros, inițial planificată să fie exploatată în cooperare cu Ungaria, țară care în cele din urmă s-a retras (vezi mai sus).
Astăzi, cea mai mare centrală hidroelectrică din Europa este centrala „Porțile de Fier”, care, după opt ani de construcție, a început să fie operată din 1972 de Iugoslavia și România. După destrămarea Iugoslaviei, partea iugoslavă a centralei a revenit Serbiei, iar hidroenergia este o sursă importantă de energie pentru aceste două țări cu 37,1 % (Serbia) și 27,6 % (România) din producția totală.

#### Energie nucleară
Apa Dunării este folosită și pentru răcirea a două centrale nucleare :
- Centrala nucleară de la Kozlodui (Bulgaria);
- Centrala nucleară de la Cernavodă (România).

### Navigația

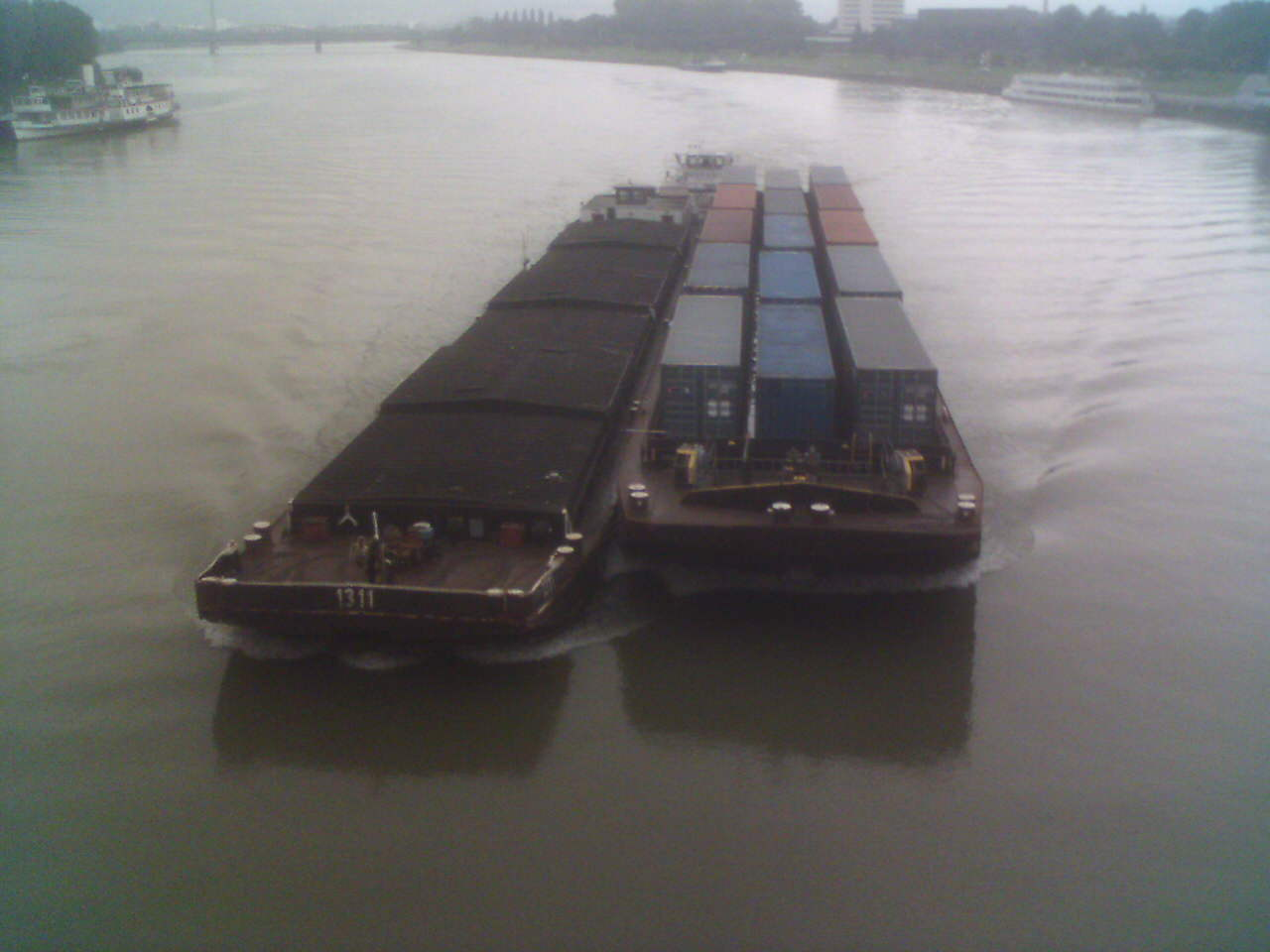
Nave comerciale pe Dunăre la Linz, Austria.

Dunărea este navigabilă doar din Kelheim, la aproape 500 km de la izvor, o distanță totală de 2.415 km până la gura de vărsare. Canalul Main–Dunăre, care se contopește cu acesta lângă Kelheim, asigură legătura fluvială între Marea Nordului și Marea Neagră prin Rin și Main.
În ceea ce privește navigația pe Dunăre, fluviul este împărțit în trei secțiuni :
- Dunărea de Sus de la Kelheim la Komárom/Komárno;
- Dunărea Mijlocie de la Komárom/Komárno la Drobeta-Turnu Severin;
- Dunărea de Jos de la Drobeta Turnu-Severin pana la gura de vărsare.

#### Navigație istorică pe Dunărea de Sus
Dunărea figurează printre cele mai vechi și mai importante rute comerciale europene. Din timpuri preistorice, râul a fost folosit ca mijloc de transport, de exemplu pentru blănuri care erau transportate de-a lungul râului pe plute. În epoca romană, a apărut navigația cu bărci care, după ce efectuau o călătorie lungă și periculoasă, erau dezmembrate și vândute ca lemn de foc odată ajunse în portul lor de destinație pentru că dacă nu se putea câștiga suficient în timpul călătoriei de întoarcere împotriva curentului, mai lentă și mai greoaie, se prefera evitarea ei. Drept urmare, bărcile destinate navigației pe Dunăre erau mai simple în construcție și consumau mai puțin lemn decât plutele. Ambarcațiunile mai mari, cu lungimi de treizeci de metri și două tone de încărcătură utilă, numite bărci obișnuite de Kelheim sau de Ulm, erau totuși încărcate uneori cu mărfuri mai scumpe, cum ar fi vin sau sare comestibilă, și trase contra curentului. Timp de secole, bărcile, adesea grupate în convoaie, au putut fi trase împotriva curentului de-a lungul căilor de tractare, mai întâi de oameni și apoi, secolul al XV-lea, cu animale de tracțiune.
Aceste convoaie de bărci erau organizate cu strictețe și foloseau până la șaizeci de cai și tot atâția membri ai echipajului. Pe lângă bărcile care transportau mărfurile, pe drum erau implicate și alte bărci care transportau funii, mâncare și cai de rezervă. Din cauza numeroaselor brațe ale râului și a diferitelor sale adâncimi, un astfel de convoi se deplasa doar foarte încet. Adesea, se făceau doar câțiva kilometri pe zi. Trebuia să se schimbe în mod regulat malul, iar caii, vremea și nivelul apelor râului încetineau și ele înaintarea.

#### Navigație istorică pe Dunărea de Jos
Monoxile datând din timpuri preistorice au fost găsite de George Vâlsan și Vasile Pârvan la începutul secolului al XX-lea, iar Herodot le amintește și el, dar grecii, perșii, macedonenii și romanii au făcut din navigația pe Dunăre o industrie și o artă militară, așa cum se vede, de exemplu, pe Columna lui Traian. Ștafeta a fost preluată apoi, din secolul al IV-lea, de către Imperiul Roman de Răsărit (Bizantin), cu dromoni, ouzii, liburne și ophidii, dar și de bărcile zvelte ale popoarelor din nord: slavi si varegii, a căror arhitectură s-a perpetuat la lotcile lipovenilor de astăzi.

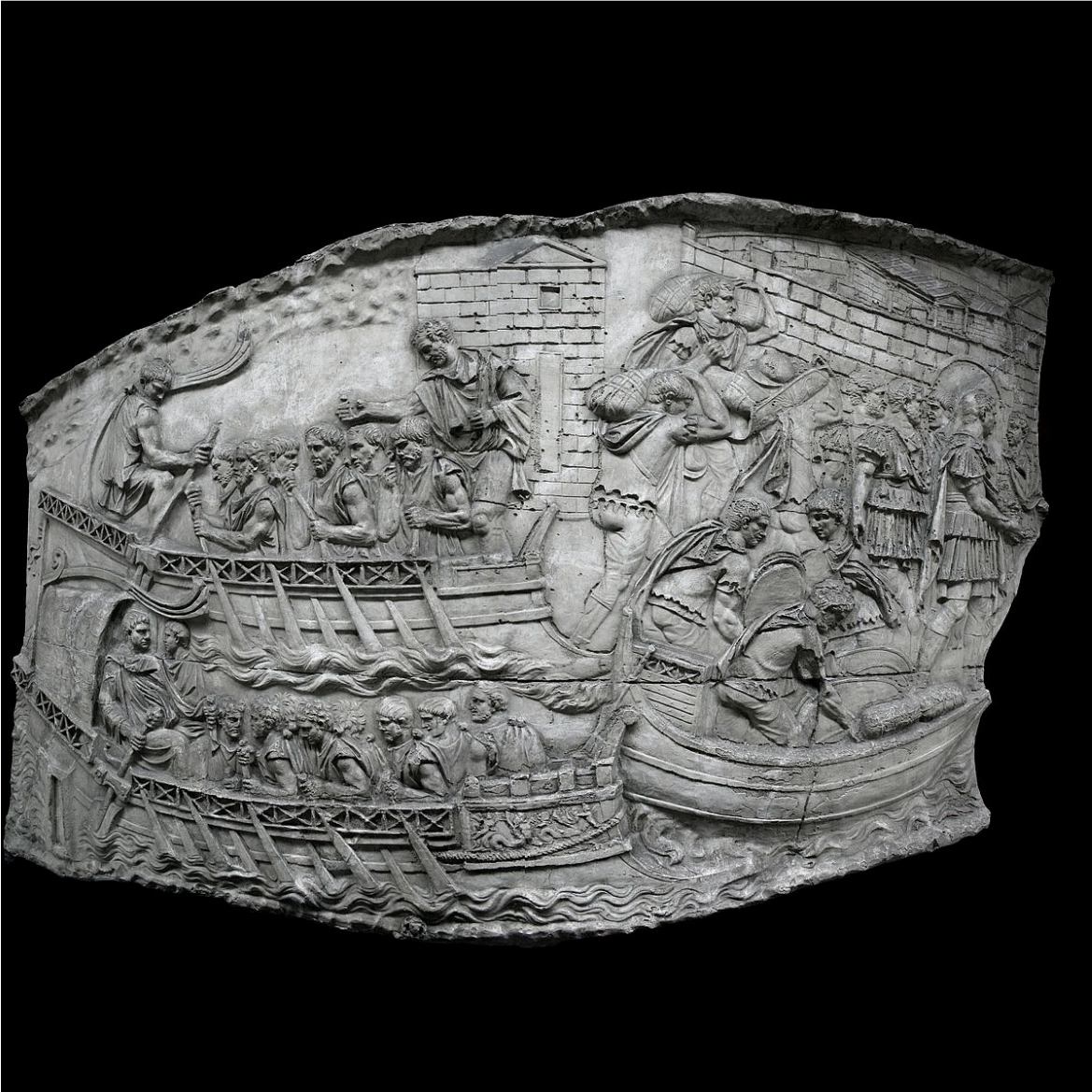
Classis (flota romană a Dunării) pe Columna lui Traian

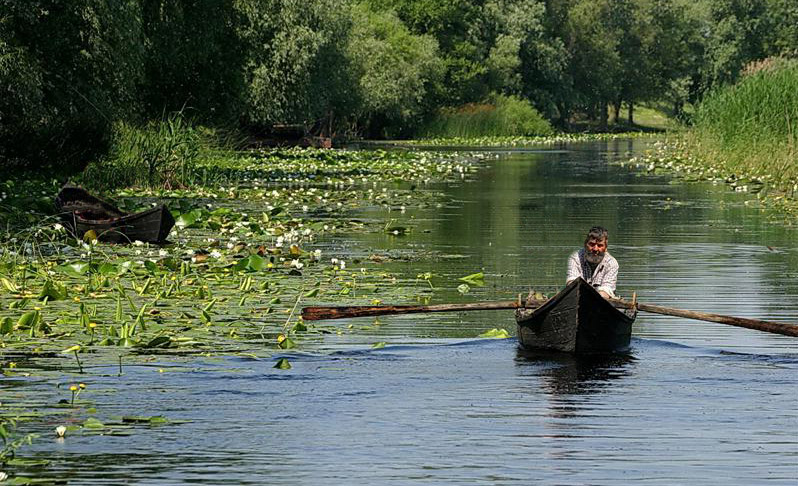
Lotcă din Delta Dunării

Mai târziu, în Evul Mediu, pe lângă șlepurile trase de cai pe pasajele dificile (în esență la Porțile de Fier unde curentul este puternic), Dunărea a fost străbătută de bolozane, nave de marfă cu vâsle și pânze, și de tot felul de corăbii și mahone bulgărești, sârbești, maghiare, muntenești, genoveze, turcești, moldovenești și, mai târziu, rusești, ale căror echipaje erau recrutate din popoarele de pe râu. Genova a avut în secolul al XIV-lea un veritabil imperiu comercial la Dunărea de Jos, pe atunci grânarul său: San Giorgio, Barilla, Caladda, Licovrissi, Licostomo erau escale legate de punctele sale comerciale din Marea Neagră precum Constanța, Montecastro și Policromia.
În vremurile moderne, Dunărea de Jos a devenit o problemă strategică în Războaiele Ruso-Turce care s-au desfășurat din 1568 până în 1878, dar mai ales în secolul al XVIII-lea, iar râul a fost scena multor bătălii navale. La sfârșitul Războiului Crimeei, o primă încercare de neutralizare a fluviului a fost concretizată prin instalarea primei Comisii a Dunării⁠(d), sediul acesteia fiind fixat la Galați, în Moldova, prin tratatul de la Paris din 30 martie 1856.
Dar totul a fost pus sub semnul întrebării de Războiul Ruso-Turc din 1877-1878, după care noi și sângeroase bătălii navale s-au dat în timpul Războaielor Balcanice și al Primului Război Mondial, între navele de război  (de această dată vapoare și cuirasate), rusești, românești și sârbești pe de o parte, și cele bulgărești, austro-ungare, germane și turcești pe de altă parte. Abia în 1921 a fost activată din nou Comisia Dunării, dar numai până la al Doilea Război Mondial.
În timpul acestui conflict, nu au existat ostilități pe fluviu între statele riverane, aflate în aceleași alianțe în aceleași perioade (după ce au fost state-satelit ale Axei, România și Bulgaria au trecut ambele în august și septembrie 1944 de partea Aliaților), dar au existat unele lupte cu Wehrmacht și Kriegsmarine care se aflau în retragere: Porturi precum Giurgiu, Ruse, Severin, Vidin sau Zimnicea au suferit pagube mari. În plus, vapoarele de pe fluviu au servit la transferul forțat al populațiilor⁠(d). Astfel, flotele maghiară și română au transportat, închiriate de Reich-ul nazist în conformitate cu Pactul Ribbentrop-Molotov, sute de mii de oameni aparținând minorităților germane în amonte (spre Viena, pentru a fi duși de acolo cu trenul spre Wartheland⁠(d)) și, preluate de către organizația sionistă Aliyah, cu sediul la București și condusă de Eugen Meissner și Samuel Leibovici, cât mai mulți evrei fugiți de Holocaust în aval (la Sulina, pentru a se îmbarca de acolo pe navele maritime ale SMR cu destinația Haifa sau Istanbul). Multe dintre aceste ambarcațiuni, care au funcționat până în anii 1960, acum ruginesc în porturile riverane.
Actuala Comisie a Dunării este a treia: a fost creată de Convenția de la Belgrad din 18 august 1948 pentru regimul navigației pe Dunăre. În prezent, în afară de poliția fluvială, poliția de frontieră și navele vamale, pe Dunăre nu există flote militare, cu excepția secțiunii ucrainene.

#### Navigația cu vaporul pe Dunăre

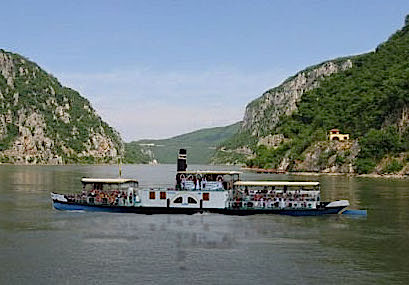
Vapor cu aburi pentru vizitarea obiectivelor turistice la Porțile de Fier.

Odată cu apariția navelor cu aburi și a locomotivelor de mai târziu, navigația istorică pe Dunăre a început să scadă și în jurul anului 1900 ultimele convoaie împotriva curentului au fost trase de-a lungul fluviului. În 1812, primul vas cu aburi a intrat în serviciu la Viena. Doar câțiva ani mai târziu, în 1829, s-a născut prima companie de navigație cu abur de pe Dunăre, Donaudampfschiffahrtsgesellschaft. Drept urmare, bărcile au devenit din ce în ce mai rapide și, de exemplu, primul vapor cu aburi Franz I a coborât fluviul de la Viena la Budapesta în 14 ore și 15 minute în 1830. Pentru întoarcerea contra curentului a fost nevoie de 48 de ore și 20 de minute. În septembrie 1837, prima navă, Maria Anna, a navigat de la Viena la Linz. Unul dintre ultimele exemple de acest tip de ambarcațiune se poate vizita la Regensburg. A doua jumătate a secolului al XIX-lea a fost și epoca de aur a bărcilor cu lanțuri care urcau împotriva curentului de-a lungul unui lanț ancorat în albia râului cu forța unei mașini cu abur. Astfel de lanțuri au fost instalate mai întâi pe linia Viena–Bratislava, dar și lângă Ybbs și Regensburg.
Toate țările succesoare ale Austro-Ungariei au avut după 1918 o flotă de vapoare cu abur și cu zbaturi, majoritatea de fabricație germană și austriacă, plus câteva cehoslovace sau românești.
La origine, Dunărea era un fluviu deschis comerțului, utilizabil de toată lumea, dar fiecare țară riverană încă percepea taxe vamale. Prin tratatul de la Paris din 1856, dreptul la comerț liber pe Dunăre a fost reglementat pentru prima dată și a fost creată o Comisie Europeană a Dunării, pe baza textului acordurilor Congresului de la Viena din 1815 privind libera navigație. 120 de ani mai târziu, la 18 august 1948, acest drept a fost reconfirmat la conferința de la Belgrad. Navigația pe Dunăre este permisă navelor de toate naționalitățile, cu excepția navelor de război străine. Respectarea acestor reguli și navigabilitatea continuă sunt monitorizate de Comisia Internațională a Dunării⁠(d).

#### Navigația pe Dunăre astăzi

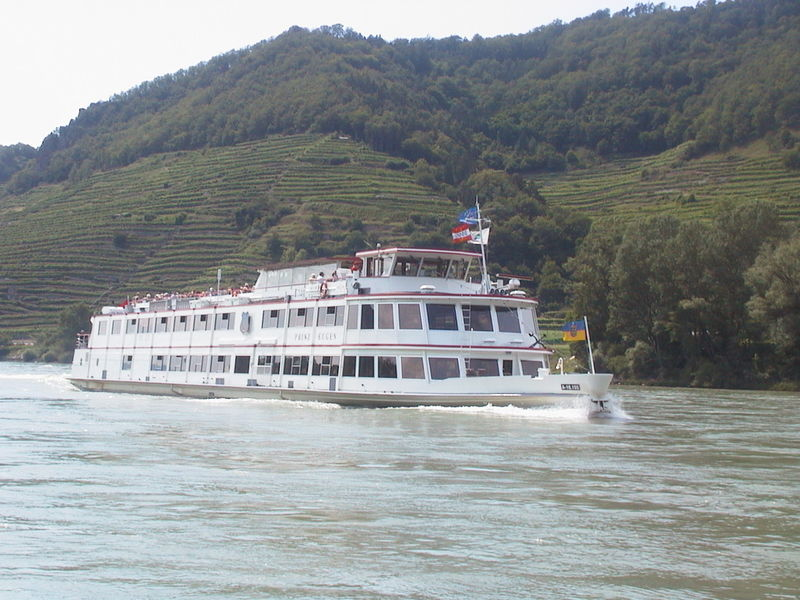
Barca de excursii Prinz Eugen în Wachau, Austria.

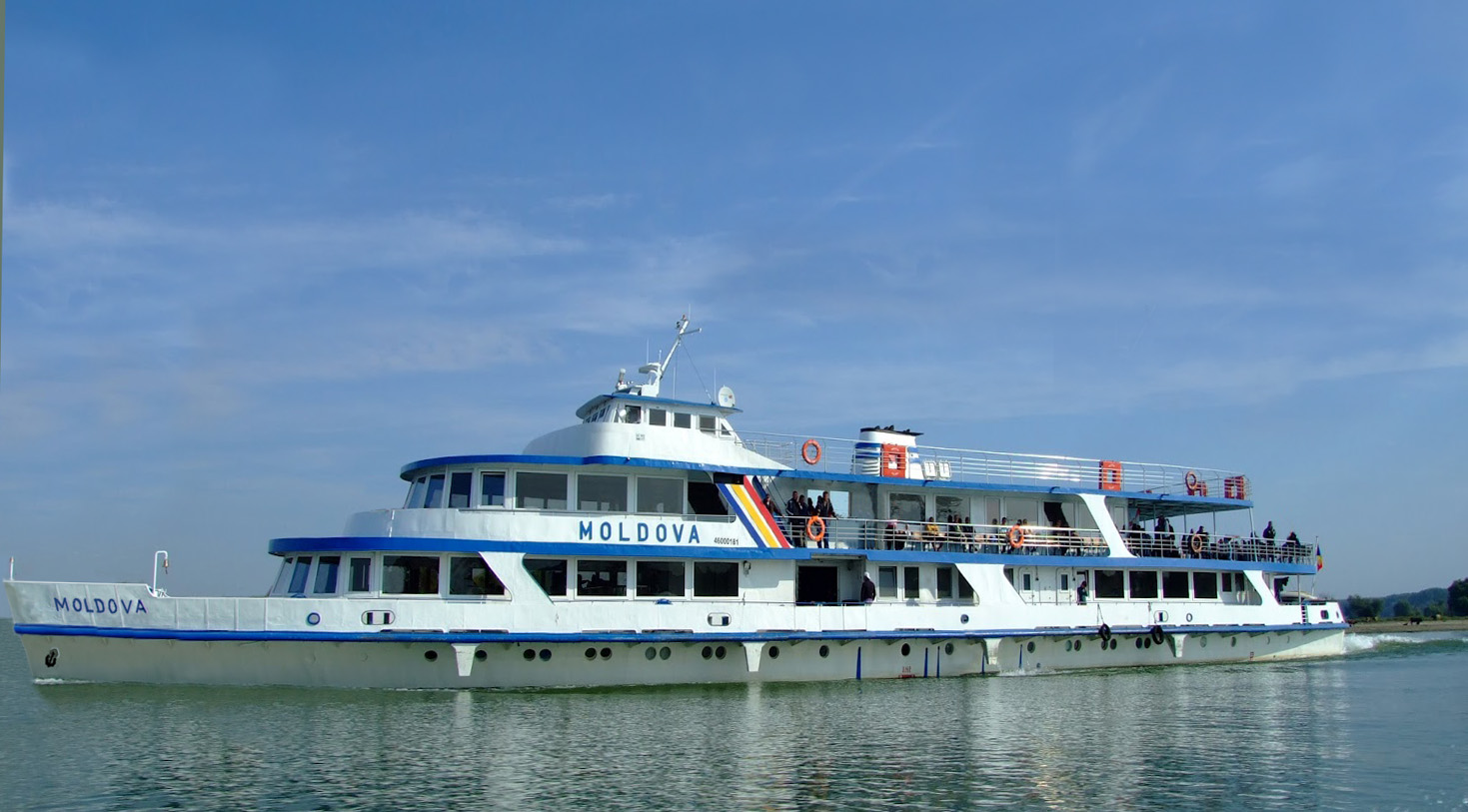
Barca de excursii Moldova în Delta Dunării.

Pe lângă aproximativ 100 de bărci hoteliere care circulă în principal între Passau, Budapesta și Marea Neagră, există multe bărci care fac excursii de o zi, în special în Germania, în regiunea Passau și în Austria, în regiunea Wachau, precum și nenumărate mici ambarcațiuni de agrement.
Dunărea constituie astăzi unul dintre cele două mari grupuri europene de transport fluvial de mărfuri, primul fiind Rinul, al cărui trafic în anul 2000 se ridica la 300 de milioane de tone.
Spre deosebire de dinamismul Rinului, traficul de mărfuri pe Dunăre a scăzut brusc între 1980 și 2002, de la 90 la 39 de milioane de tone. Această evoluție se explică prin conjuncția mai multor fenomene:
- Schimbările politice din țările est-europene și tranziția la o economie de piață au schimbat situația în domeniul transporturilor, reducând ponderea modală a transportului fluvial: dezvoltarea transportului rutier, scăderea producției din industria grea;
- Prima criză iugoslavă dintre 1992 și 1995 a fost însoțită de un embargo al ONU care a dus la o scădere bruscă a traficului pe Dunăre;
- A doua criză iugoslavă dintre 1999 și 2002, cu distrugerea podului de la Novi Sad a blocat traficul local;[61]
- O modificare a metodei statistice intervenită în 1990, cu excluderea transportului pe distanțe mai mici de doi kilometri, explică o parte din scăderea traficului intern din tabelul de mai jos.

În schimb, deschiderea canalului Main-Dunăre în 1992 a dus la o creștere a traficului pe Dunărea Superioară.
| Țară                | Tip de trafic       | 1980   | 1990   | 1995   | 2002   | 2004   |
| ------------------- | ------------------- | ------ | ------ | ------ | ------ | ------ |
| Germania            | Național            | 192    | 289    |        |        |        |
| Germania            | Internațional       | 1.808  | 1.085  |        | 8.331  | 8.476  |
| Austria             | Național            | 830    | 607    | 522    | 561    | 191    |
| Austria             | Internațional       | 1.246  | 1.236  | 789    | 1.595  | 1.635  |
| Bulgaria            | Național            | 8.389  | 3.060  |        | 1.402  | 1.620  |
| Bulgaria            | Internațional       | 903    | 477    | 222    | 392    | 419    |
| Croația             | Național            |        |        |        | 120    | 130    |
| Croația             | Internațional       |        |        |        | 925    | 1.140  |
| Ungaria             | Național            | 9.819  | 4.109  |        |        | 790    |
| Ungaria             | Internațional       | 1.279  | 9.114  | 2.674  | 3.452  | 1.178  |
| România             | Național            | 15.003 | 8.144  | 4.715  | 8.606  | 12.417 |
| România             | Internațional       | 3.769  | 2.120  | 2.320  | 678    | 2.189  |
| Serbia              | Național            | 15.156 | 8.994  |        | 2.674  | 1.997  |
| Serbia              | Internațional       | 612    | 1.634  |        | 1.085  | 465    |
| Slovacia            | Național            | 1.865  | 3.490  |        | 1.751  | 105    |
| Slovacia            | Internațional       | 1.885  | 2.020  | 1.583  | 1.352  | 1.110  |
| Ucraina             | Național            | 7.478  | 6.776  | 675    | 649    | 234    |
| Ucraina             | Internațional       | 12.029 | 13.071 | 5.617  | 5.539  | 7.867  |
| Total               | Național            | 58.731 | 35.469 | 5.912  | 15.655 | 17.389 |
| Total               | Internațional       | 23.531 | 30.757 | 13.205 | 22.520 | 23.453 |
| Intrări pe mare     | Intrări pe mare     | 8.080  | 3.345  | 2.688  | 394    | 668    |
| Total               | Total               | 90.342 | 65.571 | 21.805 | 38.569 | 41.510 |
| Indice (1990 : 100) | Indice (1990 : 100) | 130    | 100    | 31     | 55     | 63     |

### Bușteni plutitori
În secolele al XVIII-lea și al XIX-lea, Dunărea a servit drept cale de transport pentru lemnul din Pădurea Boemiei. Buștenii erau lăsați să plutească⁠(d) în râul Große Mühl⁠(d) prin canalul Schwarzenberg, transferați pe bărci și apoi transportați la Viena unde erau vânduți ca lemn de foc. Plute similare de bușteni coborau, din Carpați, pe afluenții Olt sau Siret, până la gurile fluviului (Tulcea sau Sulina) de unde mergeau spre Istanbul pentru a fi transformate acolo în grinzi, mobilier sau corăbii.

### Pescuitul

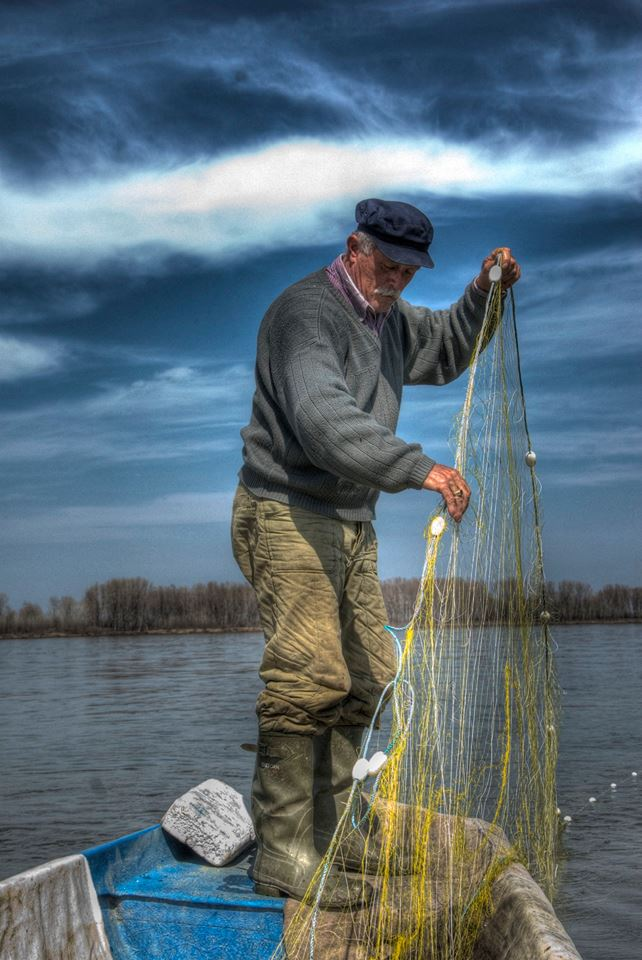
Pescar la Dunăre, martie 2011.

Importanța pescuitului, din care trăia întreaga populație a anumitor zone în Evul Mediu, a scăzut brusc în cursul secolului al XIX-lea . În Germania, de exemplu, mai există un singur pescar pe Dunăre între Straubing și Vilshofen an der Donau. În Austria, pescuitul se mai practică oarecum în jurul orașelor Linz și Viena, dar în Delta Dunării este încă practicat mai intens.
În bazinul Dunării de Jos, unul dintre discipolii lui Ernst Haeckel (inventatorul ecologiei), naturalistul și geograful Grigore Antipa, a pus la punct, începând cu 1898, cu sprijinul regelui Carol I, un sistem de gestionare rațională a resurselor naturale din zonele umede, care are ca scop facilitarea navigației, creșterea producției de pește și trestie, și reducerea biomasei⁠(d) țânțarilor, fără a perturba echilibrele ecologice sau rolul de filtrare și absorbție a inundațiilor jucat de zonele umede.
După al Doilea Război Mondial, în secolul al XX-lea s-a dezvoltat gândirea duală, care opune omul naturii și economia ecologiei, și a pus capăt experimentelor fructuoase ale lui Antipa, iar regimul Ceaușescu i-a distrus amenajările, a îndiguit căile navigabile și a desecat zone imense între Silistra și Galați, precum și în Deltă, provocând dispariția zonelor naturale de icre⁠(d), blocând căile de migrație și scăderea producției de pește (cauzând și suprasalinizarea solului și risc crescut de inundații din cauza dispariției zonelor-tampon). Politicile actuale încearcă să repare aceste daune, în special în Rezervația Biosferei Delta Dunării⁠(d).

### Viticultură

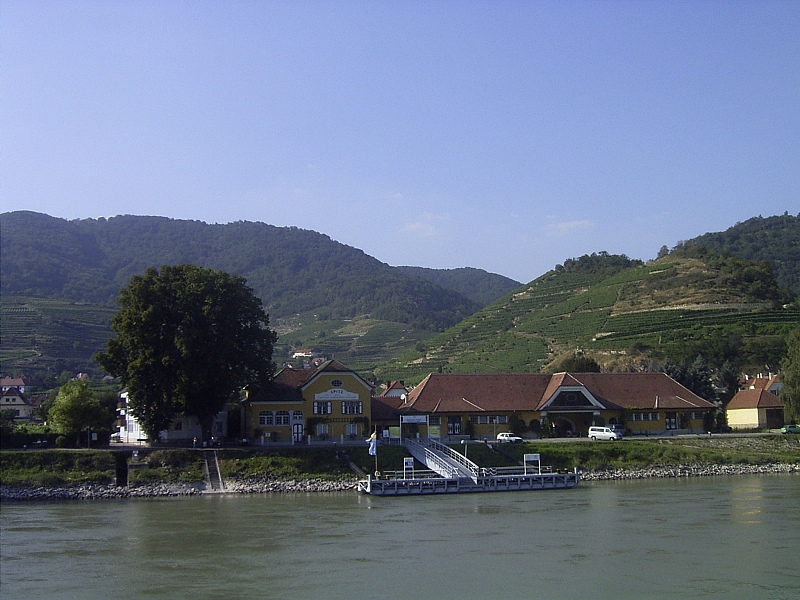
Podgorii lângă Spitz (Wachau).

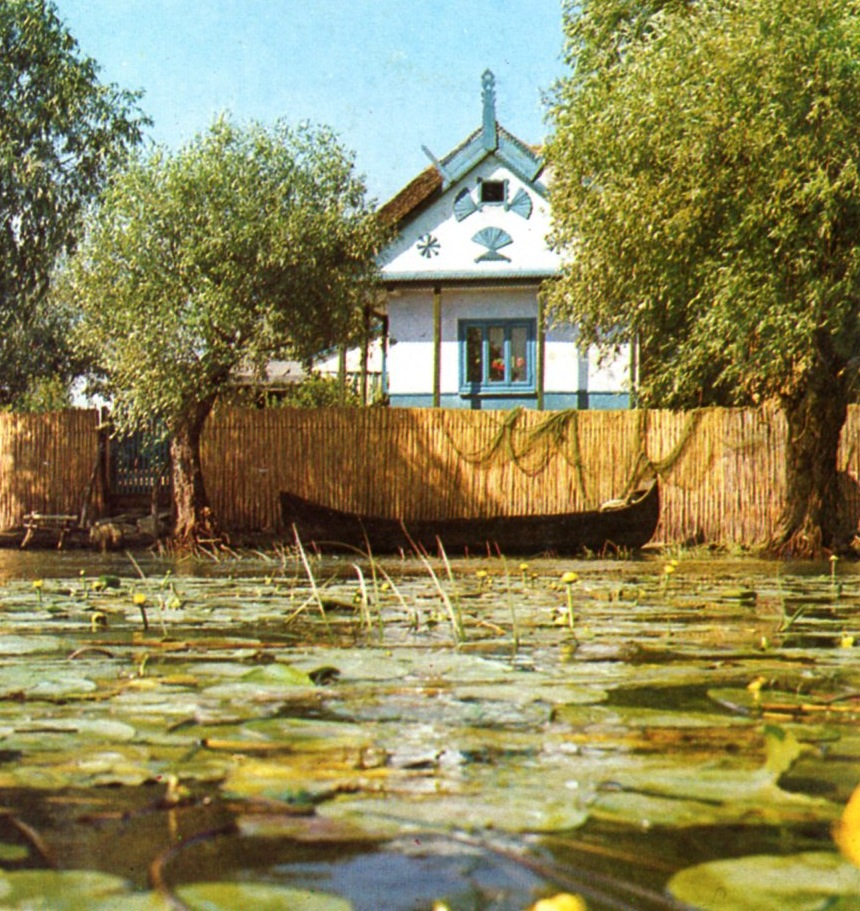
Pensiune în Delta Dunării.

Dunărea este și o regiune viticolă, în principal în două țări. Regiunea care produce vinuri de cea mai bună calitate este Wachau, în Austria, unde se cultivă în principal strugurii Grüner Veltliner⁠(d), riesling și chardonnay.
În Ungaria, vița de vie se cultivă aproape de-a lungul întregului curs al Dunării, de la Visegrád la granița de sud a țării. Capitala viticolă a Ungariei este Vác. În epoca socialistă, vinurile maghiare, cândva celebre, au pierdut mult din calitate, dar din anii 1990 podgoriile maghiare au cunoscut o renaștere.
O a treia țară, Germania, produce și ea puțin vin lângă Bach an der Donau, între Regensburg și Straubing. Este vorba de o curiozitate nesemnificativă din punct de vedere economic, dar rămâne ultima relicvă culturală, cândva foarte vie, a vinului bavarez importat de romani.

### Turism
Pe lângă numeroasele locuri de interes celebre situate de-a lungul Dunării, multe peisaje și parcuri naționale (descrise deja mai sus) sunt și ele importante pentru turism. Există multe locuri, în special pe Dunărea Superioară nenavigabilă, unde se poate face canoe⁠(d) sau canotaj⁠(d). Râul este mărginit și de numeroase piste de biciclete, în special în Germania și Austria (ruta EuroVelo 6).
Navigația de croazieră fluvială este foarte activă pe Dunăre, unde, în afară de tronsonul aglomerat de la Viena la Budapesta, unele nave circulă de la Passau până în deltă. În sezonul de vârf, peste 70 de nave de croazieră navighează pe râu.

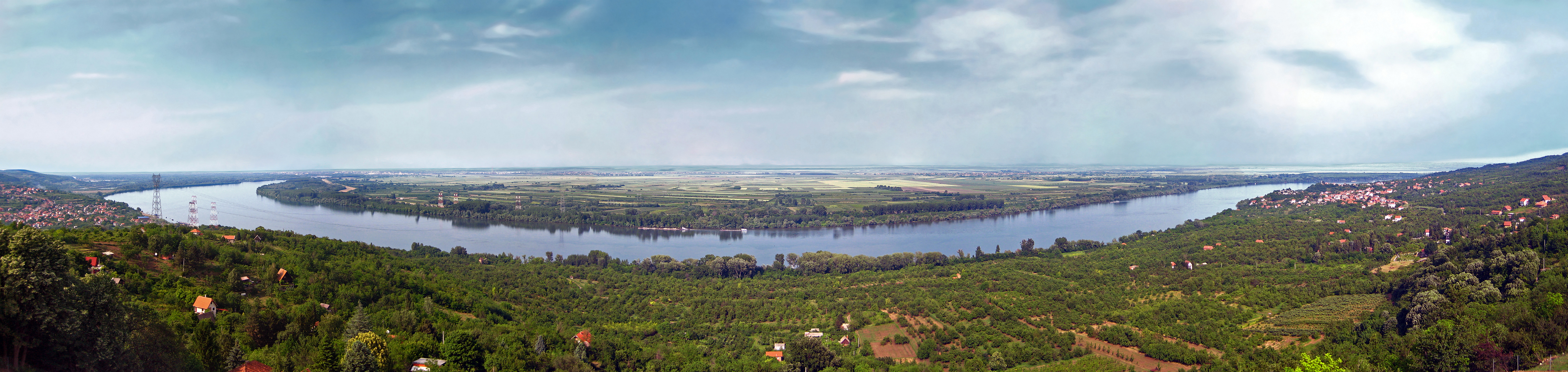
Dunărea la Ritopek, o suburbie a Belgradului (Serbia).

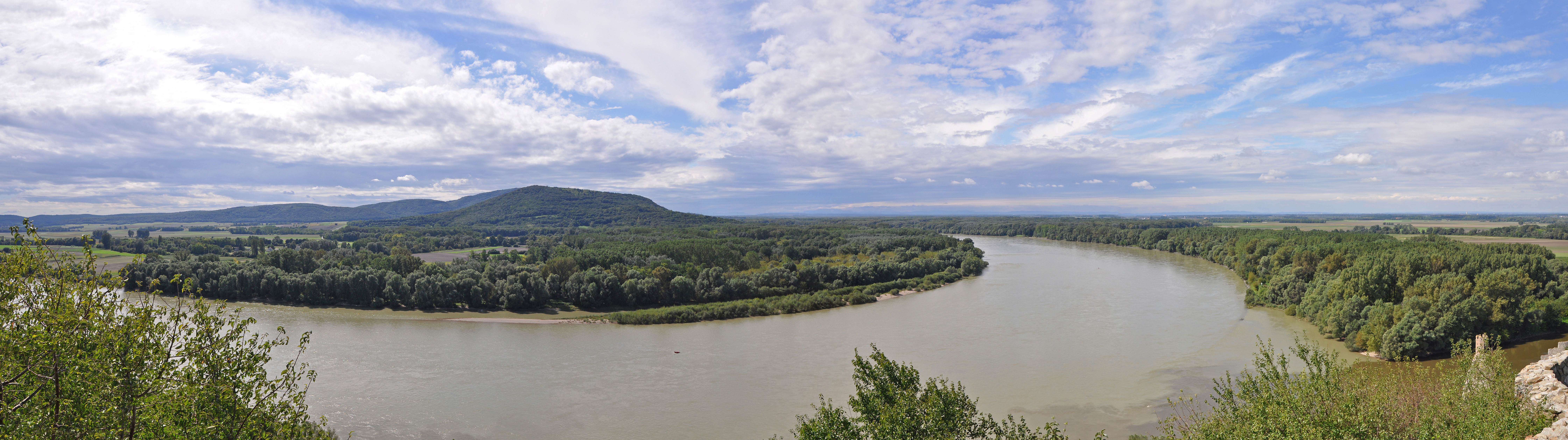
Cotul Dunării la Devín, lângă Bratislava (Slovacia), la granița austro-slovacă. La dreapta: gura Moravei, a cărei apă mai limpede contrastează cu aspectul tulbure al Dunării.